# Mustafa Kemal Atatürk

Kemal Atatürk, dazu seine letzte Unterschrift als „K. Atatürk“. Dieser Familienname wurde ihm im November 1934 exklusiv durch Gesetz verliehen.

Kemal Atatürk (bis 1934: Mustafa Kemal Pascha, osmanisch مصطفى كمال پاشا Muṣṭafâ Kemâl Paşa; von 1935 bis 1937: Kamâl Atatürk; * 1881 in Selânik, Osmanisches Reich (heute: Thessaloniki, Griechenland); † 10. November 1938 in Istanbul, Türkei), auch als Mustafa Kemal Atatürk bezeichnet, war der Begründer der Republik Türkei und von 1923 bis 1938 erster Präsident der nach dem Ersten Weltkrieg aus dem Osmanischen Reich hervorgegangenen modernen Republik.
Seine Verdienste als Offizier bei der Verteidigung der Halbinsel Gallipoli 1915 gegen alliierte Truppen, welche die Dardanellen unter ihre Kontrolle bringen wollten, und ab 1921 der Abwehrkampf gegen die nach Anatolien vorgedrungenen Griechen ließen ihn zur Symbolfigur türkischen Selbstbehauptungswillens und Nationalbewusstseins werden. Als Machtpolitiker, der die Modernisierung seines Landes nach westlichem Vorbild beharrlich vorantrieb, schuf er mit der Abschaffung von Sultanat und Kalifat sowie mit weitreichenden gesellschaftlichen Reformen (Einführung des Laizismus, Gleichstellung von Mann und Frau, Türkisierung des Landes etc.) einen in dieser Form einmaligen Staatstypus. Darauf beruhen – trotz teilweiser Kontroversen über sein Wirken – die personenkultartige Verehrung, die ihm in der Türkei bis heute entgegengebracht wird, und die Unangefochtenheit des ihm 1934 vom türkischen Parlament verliehenen Nachnamens Atatürk (Vater der Türken).

## Leben und Wirken

### Herkunft und Jugend

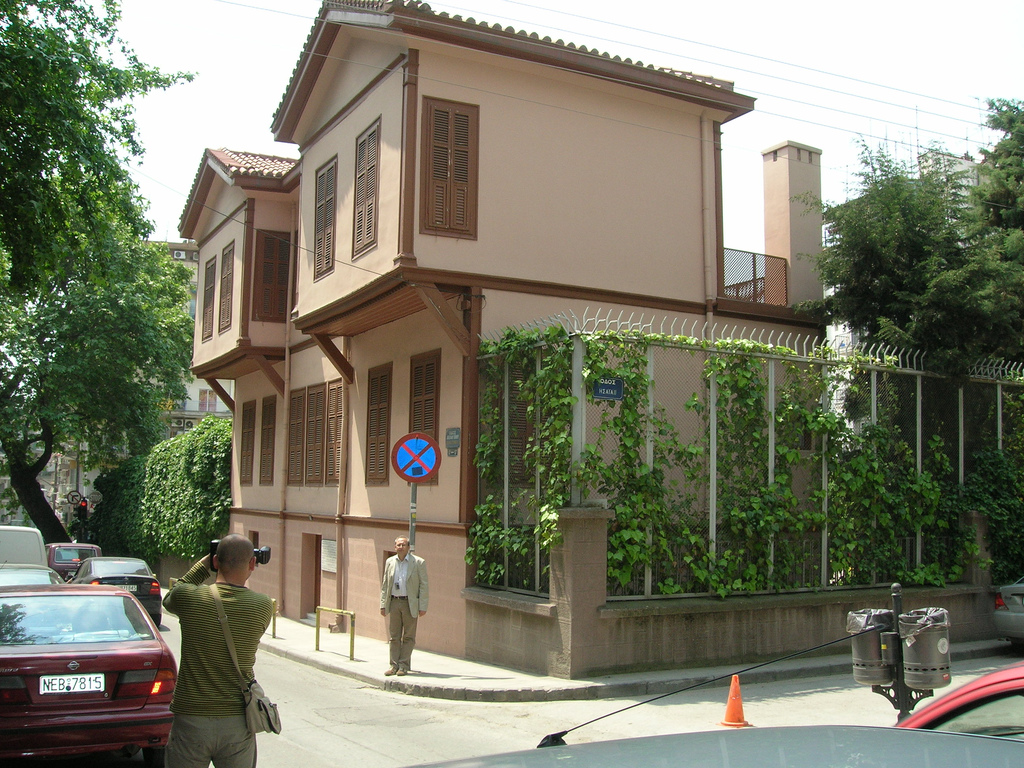
Geburtshaus Mustafa Kemals

Geboren wurde Mustafa als Sohn der seit 1871 verheirateten Eheleute Ali Rıza Efendi und Zübeyde Hanım 1881 in Selânik, dem heute griechischen Thessaloniki, das damals Teil des Osmanischen Reiches war. Zugleich war es Heimstatt verschiedener Völker, in der Muslime mit Juden und Christen vorwiegend friedlich zusammenlebten. Die Einwohnerschaft bestand aus 49.000 Juden neben 25.000 Muslimen und 11.000 Christen.
Mustafas Großvater väterlicherseits hieß Kızıl Hafız Ahmed Efendi. Seine Mutter war Tochter einer alteingesessenen bäuerlichen Familie des Städtchens Langaza (heute Langadas) bei Thessaloniki.
Es gibt verschiedene Vermutungen über Atatürks ethnische Abstammung – nach einigen Berichten soll er albanisch-mazedonischer Herkunft sein, er selbst behauptete später, von den Yörük-Turkmenen abzustammen –, jedoch gibt es für keine dieser Aussagen hinreichende Belege. Gesichert ist, dass seine Eltern und seine nahen Verwandten türkische Muttersprachler waren.
Sein Vater Ali Rıza war zunächst als Beamter im Amt für religiöse Stiftungen, 1876/77 als Leutnant eines Freiwilligenbataillons, sodann als Zollbeamter und als Holzhändler tätig gewesen. Von fünf Geschwistern Mustafas erreichte nur die Schwester Makbûle Atadan das Erwachsenenalter. Mustafa Kemals eigenes genaues Geburtsdatum steht nicht fest. Er selbst wählte dafür später den 19. Mai – das Datum, an dem er 1919 mit 38 Jahren in der anatolischen Küstenstadt Samsun landete, um Kräfte für die Befreiung des Landes von den Siegermächten des Ersten Weltkriegs und vom Sultanat zu sammeln.
Mustafas Kindheit war von mehreren Umbrüchen bestimmt, in denen mitunter bereits sein ausgeprägter Eigenwille und seine Durchsetzungsfähigkeit zur Geltung kamen. Nur wenige Tage besuchte er, vor allem wegen der Aufnahmezeremonie, die von der Mutter gewollte Koranschule. Dann wechselte er mit Unterstützung des Vaters auf eine Privatschule nach westlichem Vorbild. Als er sieben Jahre alt war, starb sein Vater. Die Mutter, die ihre beiden verbliebenen Kinder kaum ernähren konnte, zog zu ihrem Bruder aufs Land, wo keinerlei geregelter Schulbesuch möglich war. Nach zweijähriger Schulpause wurde Mustafa als Halbwaise in die Obhut seiner Tante in Thessaloniki gegeben, damit er wieder am Unterricht teilnehmen und nebenbei das Vieh des Onkels hüten konnte. Schlimme Prügel, verbunden mit blutigen Striemen auf dem Rücken, die er von einem Lehrer bezog, ließen ihn zum wiederholten Male zum Schulabbrecher werden und die Mittelschule relegierte ihn. Als Zwölfjähriger bewarb er sich dann heimlich an der militärischen Mittelschule in Saloniki, bestand die Aufnahmeprüfung und setzte seinen Willen anschließend gegen den Widerstand der Mutter durch. Den Beinamen Kemal (arabisch: Vollendung) hat ihm nach eigenem Bekunden sein dortiger Mathematiklehrer gegeben, den er mit seinen Fähigkeiten beeindruckte. Die Abschlussprüfung 1895 absolvierte er als Viertbester.

### Militärische Schulung und politische Anfänge (1896–1905)
Seine Ausbildung setzte er 1896, fernab der Familie, im westmazedonischen Manastır (heute Bitola) an der dortigen höheren Militärschule (Kadettenschule) fort. An dieser, wie auch an anderen militärischen Ausbildungsstätten des damaligen Osmanischen Reiches, gab es starke westlich orientierte Reformbestrebungen.
Im Verlauf des 19. Jahrhunderts waren Öffnungstendenzen gegenüber dem Westen – bis hin zu der von Sultan Abdülhamid II. 1876 eingeführten Verfassung (nebst Parlament), die er allerdings zwei Jahre später widerrief – wiederholt von osmanischen Herrschern gefördert worden. Für die jungtürkische Oppositionsbewegung (vor allem an den – von Abdülhamid II. gegründeten – Militärschulen), an die Mustafa Kemal nun in Manastır Anschluss fand, war dies der Ansatzpunkt.

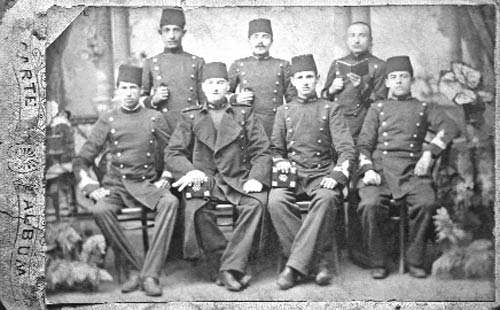
Die älteste Fotografie mit Mustafa Kemal zeigt ihn 1901 in Gesellschaft seiner Schulkameraden der Militärschule (sitzend von links nach rechts: Kâzım Özalp, Mustafa Kemal und Ali Fuat)

Nach wiederum hervorragend bestandener Abschlussprüfung gelangte Mustafa Kemal 1899 als Offizieranwärter an die Militärakademie in Istanbul. Hier wurde er wegen oppositioneller politischer Umtriebe auffällig, profitierte aber von der Protektion des liberalen Akademiedirektors. Bald nach dem Ende seiner Offiziersausbildung geriet er in die Fänge des Geheimdienstes, musste mehrere Monate im Gefängnis verbringen und kam nur durch die neuerliche Fürsprache des Direktors der Militärakademie wieder auf freien Fuß. Die Geheimdienstakte seiner Verfehlungen verzeichnete nicht nur politische Unbotmäßigkeit, sondern u. a. auch den als unehrenhaft geltenden Umgang mit Prostituierten und Alkoholkonsum. Der übermäßige Konsum von Rakı, einem Schnaps, und Zigaretten, dem der unter Schlafstörungen Leidende zusprach, sollte in der Tat späterhin zu einem lebensverkürzenden gesundheitlichen Problem werden. 1902 schloss er die Kriegsschule als Achtbester ab und wurde zur Stabsausbildung zugelassen. Zugleich wurde er zum Unterleutnant befördert.
Die Militärakademie hatte er Anfang 1905 unter vierzig Absolventen seines Jahrgangs als Fünftbester im Dienstrange eines Hauptmanns (Yüzbaşı) beendet, was eine Karriere als Stabsoffizier erwarten ließ.

### Militärische Laufbahn (1906–1919)
Bis er nach den Niederlagen des Osmanischen Reiches im Ersten Weltkrieg als Reorganisator der türkischen Gesellschaft wirken konnte, hatte Mustafa Kemal eine ganze Reihe vergeblicher Anläufe genommen, zu einer staatlichen Führungsposition zu gelangen.

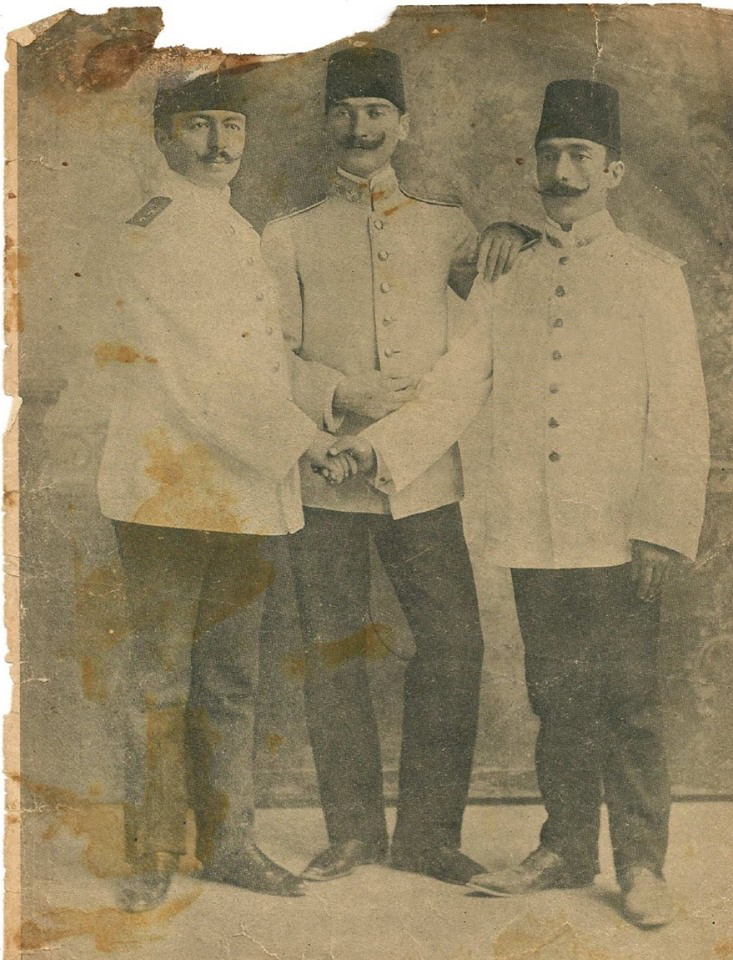
Mitglieder von Vatan ve Hürriyet. Von links nach rechts: Halil, Mustafa Kemal und Lütfi Müfit (Beirut, 1906)

Wegen Aktivitäten für die Geheimzeitung „Vatan“ (türkisch Vaterland) und der Organisation heimlicher Versammlungen wurde er verhaftet und nach einer wochenlangen Inhaftierung in Einzelhaft 1906 fernab der politischen Brennpunkte auf einen Außenposten in Damaskus abkommandiert. Dort ging er gegen die aufständischen arabischen Drusen im Hauran vor. In Damaskus kam Mustafa Kemal in Kontakt mit einem Anhänger der oppositionellen Jungtürken, der an einem gescheiterten Attentat auf Sultan Abdülhamid II. beteiligt gewesen war. Durch einen Buchladen handelte er u. a. mit verbotenen französischen Schriften. Mustafa Kemals Gruppierung „Vatan ve Hürriyet Cemiyeti“ fusionierte mit dem jungtürkischen Komitee für Einheit und Fortschritt, für das Mustafa Kemal in Jerusalem, Jaffa und Beirut weitere Mitglieder anwarb. Ende 1906 gab ihm sein militärischer Vorgesetzter Rückendeckung für eine verdeckte Reise zurück nach Saloniki, wo Mustafa Kemal eine Zweigstelle seiner Geheimgesellschaft gründete, aber vergeblich Zugang zu den führenden Köpfen der jungtürkischen Opposition suchte. Der Gefahr, hier als Deserteur entdeckt zu werden, begegnete er durch seine rechtzeitige Rückreise nach Syrien.

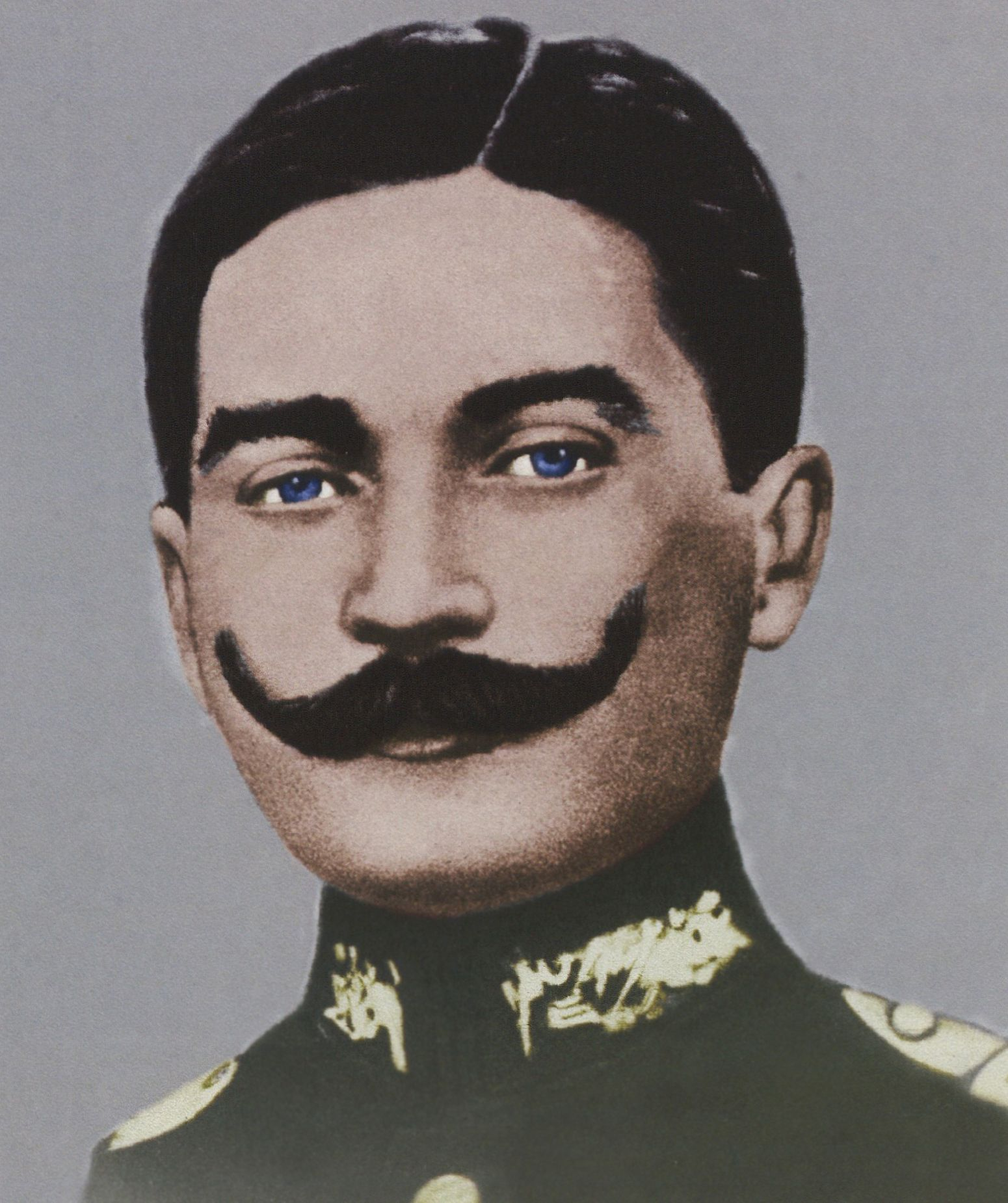
Mustafa Kemal mit 26 Jahren, 1907

Nach seiner Beförderung zum „kolağası“ wurde er im September 1907 nach Mazedonien versetzt. Doch auch das verschaffte ihm keinen Eintritt in den Führungszirkel des jungtürkischen Komitees für Einheit und Fortschritt. So war es der um ein Jahr jüngere jungtürkische Offizier und sein langjähriger politischer Rivale Enver, der den Sultan mit einer Militärrevolte zwang, die Verfassung von 1876 wieder in Kraft zu setzen, und der Mustafa Kemal dann für lange Zeit politisch im Abseits hielt.
Die politischen Ziele Envers und Mustafa Kemals unterschieden sich vor allem in zwei Punkten. Während Enver die militärischen Verbindungen zum Deutschen Kaiserreich möglichst eng halten und im Kriegsfall mit den Deutschen „gemeinsame Sache“ machen wollte, lehnte Mustafa Kemal dies ab und strebte die unabhängige Reorganisation der osmanischen Armee an. Und während Enver für die Zukunft ein pantürkisches Reich unter Einschluss der Turkvölker Mittelasiens avisierte, waren Mustafa Kemals nationalstaatliche Vorstellungen von vornherein in etwa an der heutigen Ausdehnung des türkischen Staatsgebietes orientiert. 1908 wurde er dem Generalstab des Armeekorps in Saloniki zugeteilt.
Danach erhielt er Gelegenheit, seine militärischen Organisations- und Führungsfähigkeiten zu zeigen: 1909 wurde er zum Ausbildungsleiter jener Divisionen berufen, durch deren Einsatz Abdülhamid II. zur Abtretung der Sultanswürde an seinen Bruder Mehmed V. gezwungen wurde, nachdem Abdülhamid gegen das neugewählte Parlament vorgegangen war. 1910 nahm Mustafa Kemal als Beobachter an den französischen Herbstmanövern bei Grandvilliers in der Picardie teil und kam so erstmals nach Westeuropa.

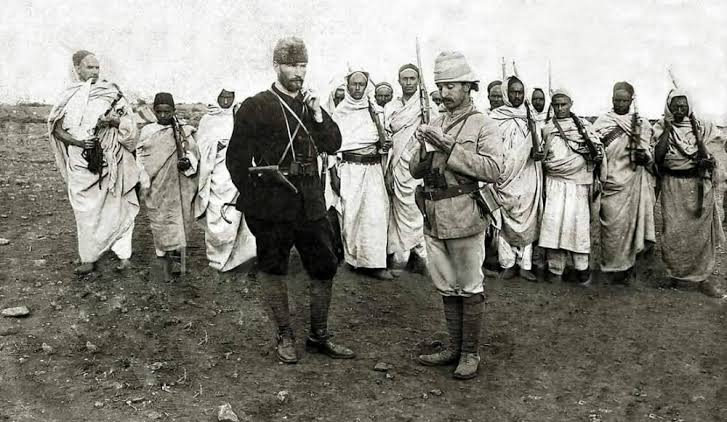
Mustafa Kemal 1911 während des Italienisch-Türkischen Krieges im libyschen Darna. Im Hintergrund Krieger der Sanusiya

Italiens imperialistisches Ausgreifen nach Nordafrika 1911 führte zur Entsendung Enver Paschas, der in Tripolis die osmanischen Truppen gegen die Italiener in den Kampf führen sollte. Mustafa Kemal meldete sich freiwillig für diesen Einsatz und wurde gleichfalls beauftragt. Beider Rivalität nahm hier bereits deutliche Züge an. Im Oktober 1912 gab das Osmanische Reich die nordafrikanischen Provinzen verloren, da die Lage auf dem Balkan eine militärische Kräftekonzentration erforderte. Bulgaren, Griechen und Serben belagerten im Ersten Balkankrieg Adrianopel (heute Edirne) und schickten sich an, auch die Reste der osmanischen Herrschaft auf dem europäischen Kontinent zu beseitigen. Als im Streit um die Kriegsbeute dann aber 1913 im Zweiten Balkankrieg Bulgaren und Griechen aneinandergerieten, nutzten die jungtürkischen Militärs unter Envers Führung die Gelegenheit zur Rückeroberung Edirnes. Damit hatte Enver sich erneut für eine steile politische Karriere empfohlen: Er wurde umgehend Kriegsminister. Mustafa Kemal wurde zum Oberstleutnant befördert und vom Generalstab mit der vorerst wenig anspruchsvollen Aufgabe betraut, die Führung jener Streitkräfte zu übernehmen, die die Dardanellen und die Halbinsel Gallipoli zu verteidigen hatten.
Im Herbst 1913 wurde er als Militärattaché an die osmanische Botschaft in Sofia versetzt. Dies war eine neuerliche politische Kaltstellung, die er mit seinem politischen Weggefährten Ali Fethi teilte, der als Generalsekretär des jungtürkischen Komitees für Einheit und Fortschritt abgelöst und als Botschafter ebenfalls nach Sofia befördert wurde. Mustafa Kemal nutzte allerdings den Zeitraum vor Ausbruch des Ersten Weltkriegs, um sich in Sofia mit diplomatischen Gepflogenheiten und Umgangsformen vertraut zu machen, was ihm später als Staatspräsident sehr zustattenkommen sollte.

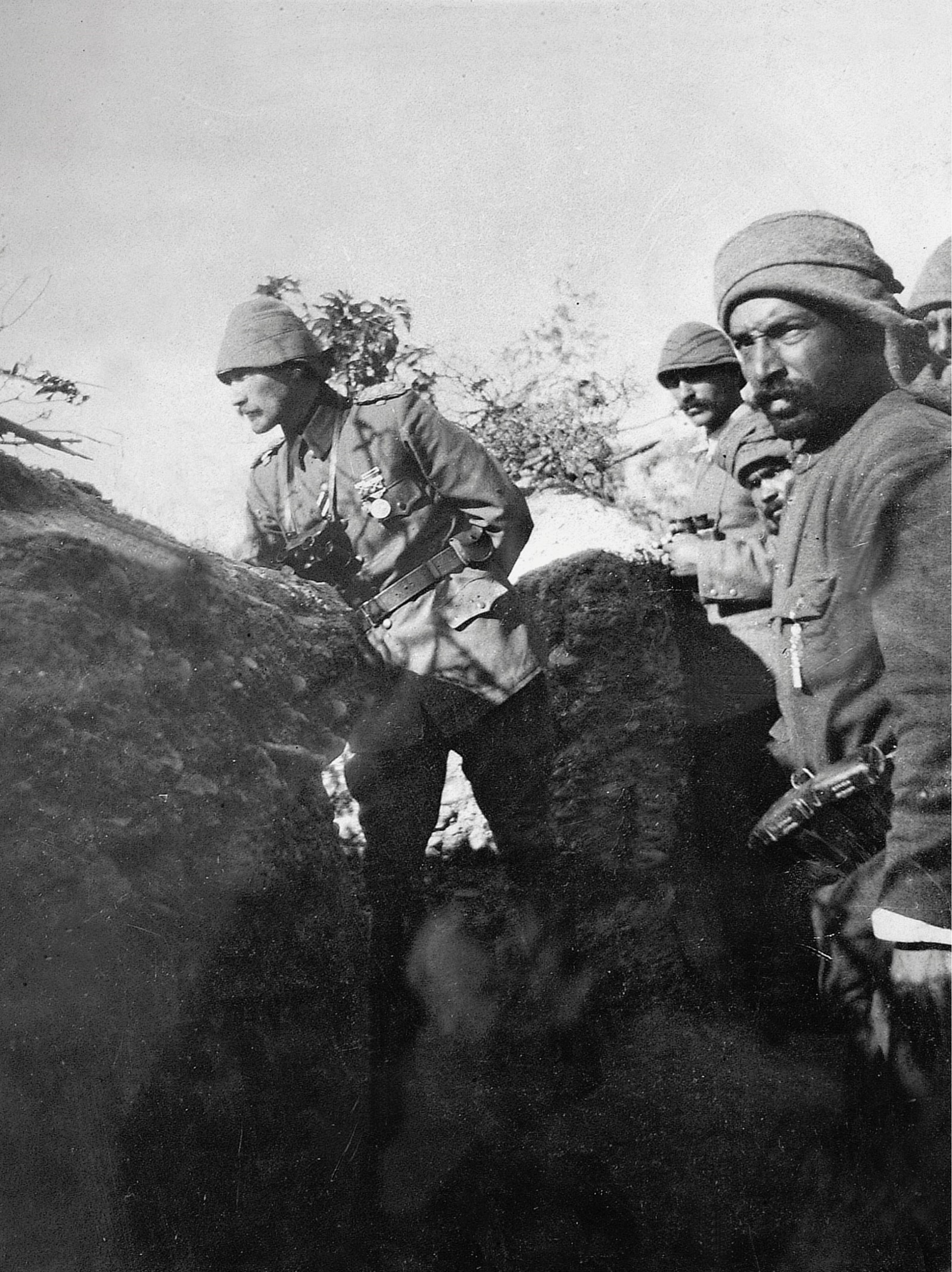
Mustafa Kemal im Schützengraben in Gallipoli, 1915

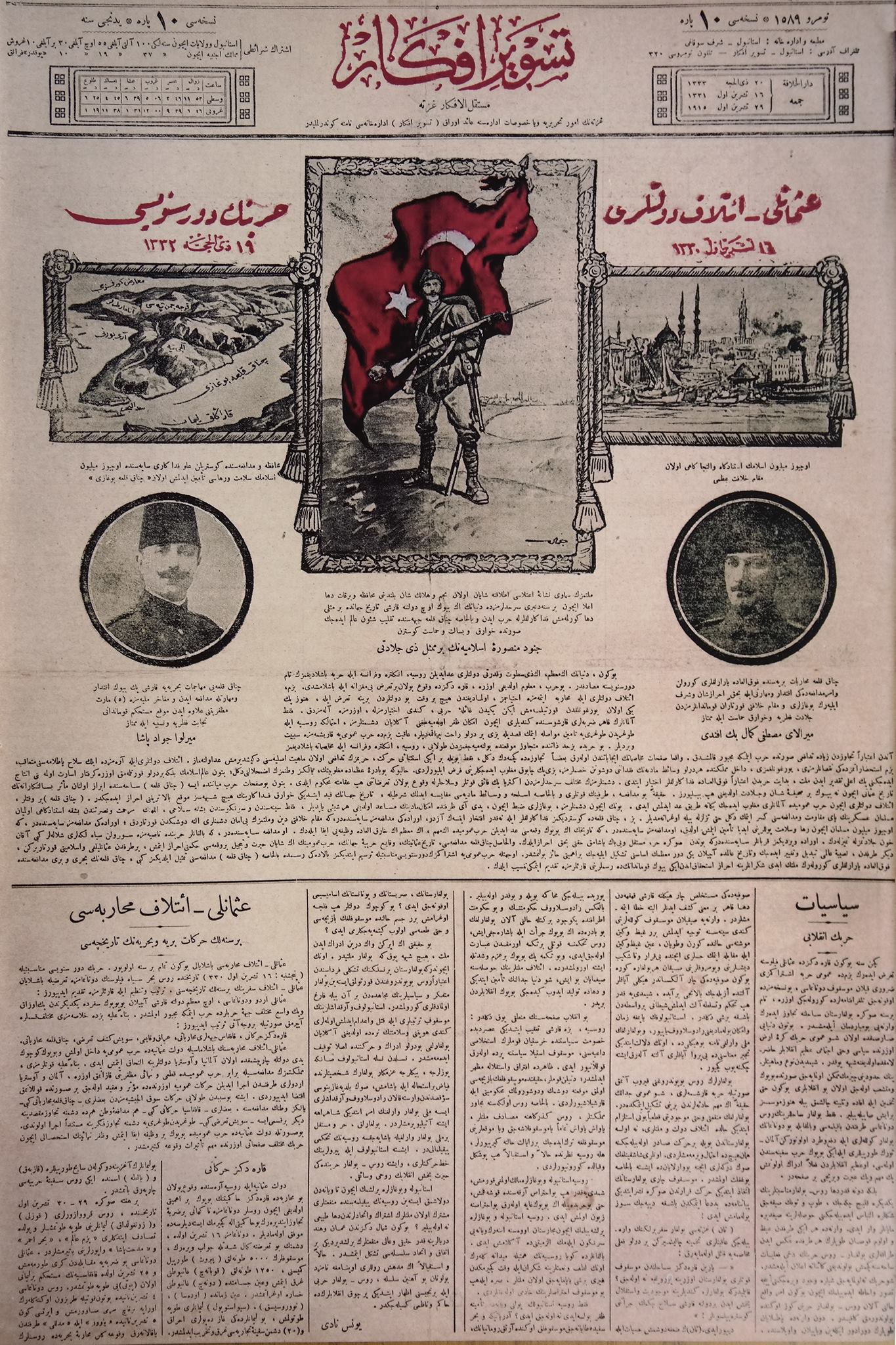
Cevat Pascha und Mustafa Kemal Bey in der Tageszeitung Tasvîr-i Efkâr vom 29. Oktober 1915

Erst nach wiederholten vergeblichen Anfragen zu Beginn des Weltkriegs wurde ihm im Januar 1915 das Kommando über die auf der Halbinsel Gallipoli stationierte 19. Division der 5. Armee übertragen. Auf diesem Posten vollbrachte er im Abwehrkampf gegen die Alliierten, welche die Herrschaft über die Dardanellen erringen wollten, eine legendäre militärische Glanztat, die schließlich den Rücktritt des britischen Ersten Lords der Admiralität Winston Churchill zur Folge hatte. Von seinem obersten militärischen Vorgesetzten Enver Pascha wurde Mustafa Kemal aber weiterhin missachtet, so dass er bereits ein Abschiedsgesuch vorbereitete. Durch Vermittlung des deutschen Oberbefehlshabers der 5. Armee, General Liman von Sanders, der sich mahnend an Enver wandte, verblieb Mustafa Kemal letztlich im Dienst.
Im Januar 1916 versetzte man Mustafa Kemal nach Edirne. Ende Februar 1916 wurde er mit seinen Einheiten zur Verstärkung der 3. Armee an die anatolische Ostfront verlegt. Für seine Verdienste bei der Verteidigung Gallipolis erhielt er nachträglich die Beförderung zum General, verbunden mit dem Ehrentitel Pascha. Die Russische Revolution 1917 führte zur Beruhigung der militärischen Lage im Osten, was Enver zu neuen offensiven Vorstößen gegen die Engländer in Mesopotamien und Ägypten inspirierte, während Mustafa Kemal die Konzentration auf die Verteidigung des anatolischen Kernlandes für nötig hielt und sich Envers Plänen offen widersetzte. Daraufhin wurde er – vorgeblich wegen Krankheit – vom Dienst beurlaubt.

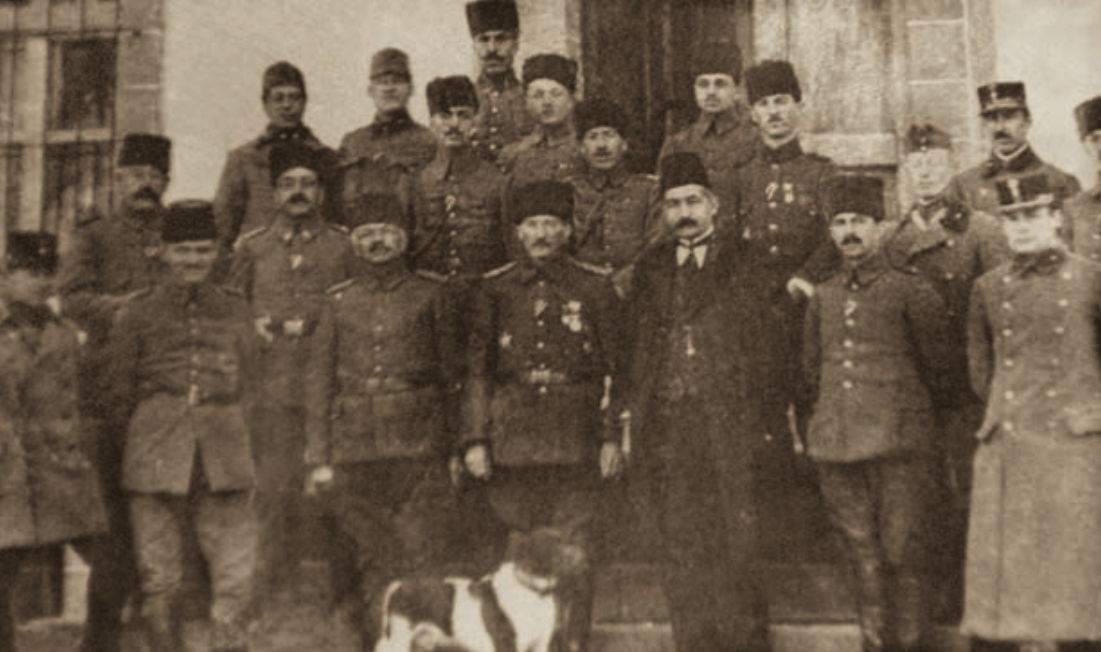
Kommandeur der 2. Armee, Mustafa Kemal Pascha mit anderen Offizieren in Diyarbekir, 1917

Als Sieger von Gallipoli wurde er zur Jahreswende 1917/18 für einen Besuch des Kronprinzen Vahideddin bei Kaiser Wilhelm II. im deutschen militärischen Hauptquartier in Spa als Militärattaché und persönlicher Adjutant bestimmt. Den Optimismus des Ersten Generalquartiermeisters Erich Ludendorff und Generalfeldmarschalls Paul von Hindenburg zur geplanten Frühjahresoffensive für das Jahr 1918 teilte Mustafa nicht. Ludendorff und Hindenburg konnten auf seine Frage, welches konkrete Ziel die Offensive eigentlich habe, keine ausreichende Antwort geben.
Mustafa Kemal gelang es trotz mehrerer Vorstöße nicht, Kronprinz Vahideddin für seine Vorstellungen und Machtambitionen in der Führung des Osmanischen Reiches zu gewinnen. Als Vahideddin im Juli 1918 tatsächlich die Thronfolge antrat, erhielt Mustafa Kemal bald ein wichtiges Armeekommando an der Palästinafront. Vor der Rückkehr in die Türkei am 27. Juli 1918 verweilte Mustafa Kemal zur Therapie einer Nierenbeckenentzündung noch für einige Wochen als Kurgast im böhmischen Karlsbad, wo er seinen alten Förderer Cemal Pascha traf.
Nach dem Debakel in Palästina gaben Enver und seine Regierungsvertrauten Anfang Oktober 1918 ihre Positionen auf und flohen außer Landes. Auch ihre Nachfolger verweigerten jedoch Mustafa Kemal Pascha das von ihm angestrebte Kriegsministerium. Vahideddin ernannte Mustafa Kemal am 30. Oktober 1918 noch zum Oberbefehlshaber der Heeresgruppe Yıldırım, um die Verteidigung Syriens gegen die Briten zu übernehmen, ein aus Sicht der Hohen Pforte bereits aussichtsloses Unterfangen, das dann auch nur auf einen geordneten Rückzug hinauslief.
Angesichts der nach dem Waffenstillstand von Mudros am 30. Oktober beginnenden alliierten Besatzungspolitik empfahl er demobilisierten Truppen, sich zu Guerillaverbänden im Inneren Anatoliens zu formieren und sich für einen künftigen Befreiungskampf bereitzuhalten. Unterdessen lief Mustafa Kemal nach einer neuerlichen Parlamentsauflösung durch Sultan Mehmet VI. Vahideddin selbst Gefahr, als potentieller Oppositioneller unschädlich gemacht zu werden. Seine Lage klärte sich auf unverhoffte Weise, als er – im Mai 1919 zum Generalinspekteur ernannt – zur Bekämpfung griechischer Milizen im Hinterland von Samsun und zur Demobilisierung der IX. Armee nach Ostanatolien entsandt wurde, wo mit Kâzım Karabekir und Ali Fuad zwei Heerführer mit ihren Truppen bereitstanden, die sich seiner Führung unterordneten.

### Befreiungskrieg und Republikgründung (1919–1924)

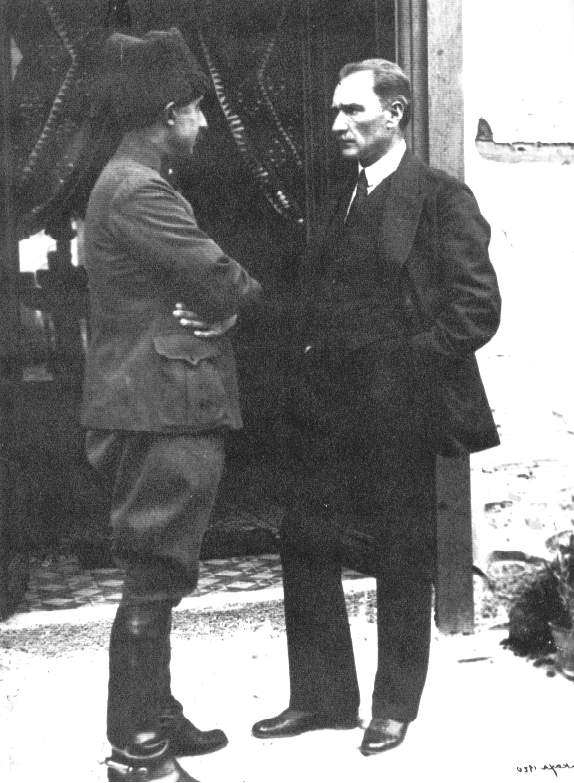
İsmet Pascha und Mustafa Kemal Pascha in Ankara, 1920

Am 15. Mai 1919, unmittelbar vor Mustafa Kemals Einschiffung nach Samsun, hatte die von der britischen Regierung unterstützte griechische Invasion in Smyrna (heute Izmir) begonnen. Diese ging dann in eine östliche Expansionsbewegung griechischer Truppen über, die von der Regierung in Konstantinopel nicht verhindert werden konnte. Generalinspekteur Mustafa Kemal machte sich daraufhin daran, den Widerstand gegen die Besatzungsmächte zu organisieren, und leistete den Telegrammen aus Konstantinopel, die seine Rückberufung anordneten, keine Folge. Auf seine Entlassung reagierte er mit dem Ablegen der Uniform und der Einberufung zu den Kongressen von Erzurum und Sivas sowie der Gründung der Nationalversammlung am 23. April 1920 in Ankara (Ankara wurde in der Folge nach und nach zur neuen türkischen Hauptstadt ausgebaut). Diese machte ihn zu ihrem Vorsitzenden und ernannte eine gegen den Sultan und die Alliierten gerichtete Regierung. Aufgrund der Opposition wurde er zusammen mit weiteren Führungsmitgliedern von der osmanischen Regierung durch den Scheichülislam mit einer Todesfatwa belegt und vom Istanbuler Militärgericht in Abwesenheit zum Tode verurteilt.
Den von der Regierung in Istanbul am 10. August 1920 unterschriebenen Friedensvertrag von Sèvres, der eine weitgehende Kontrolle der Alliierten (Briten, Franzosen, Griechen und Italiener) über einen osmanischen Reststaat festschrieb, lehnte die Große Nationalversammlung empört ab und erklärte die Unterzeichner zu Verrätern.

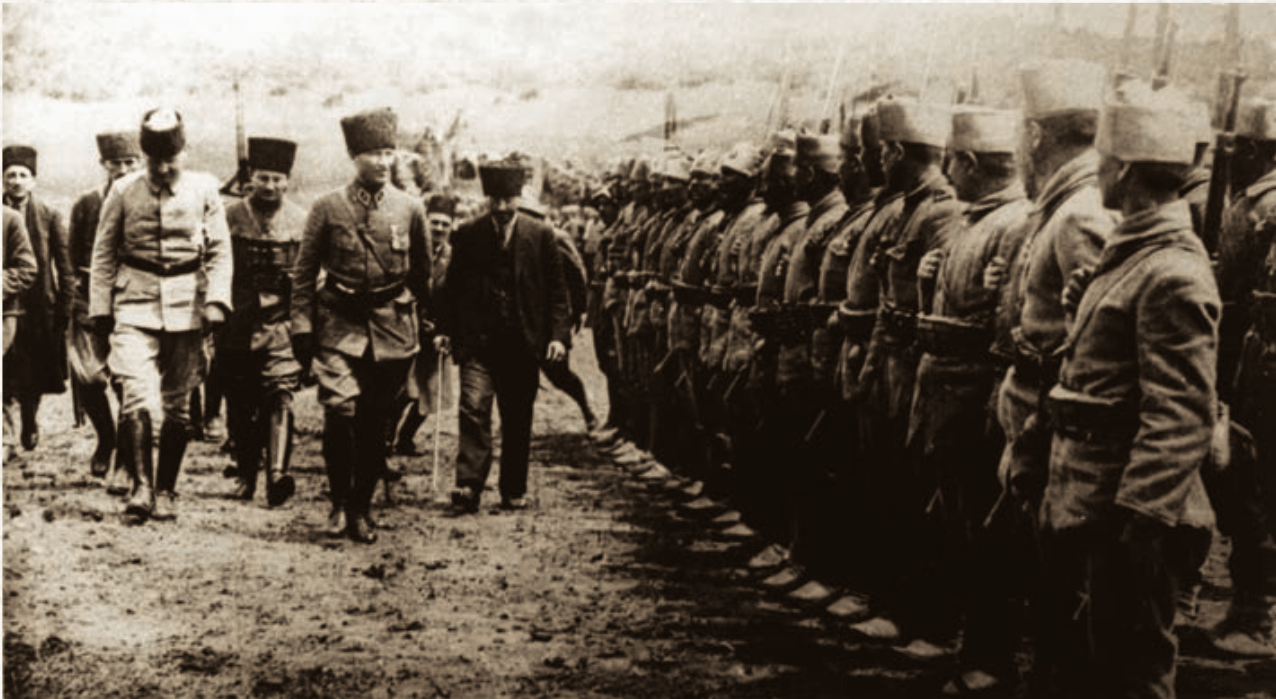
Mustafa Kemal Pascha inspiziert die türkischen Truppen am 18. Juni 1922

Im Januar und im März 1921 errangen die Truppen der Befreiungsarmee im Türkischen Befreiungskrieg unter Führung des Kommandeurs der Westfront Oberst İsmet bei İnönü zwei große Siege über die Griechen. Nunmehr wurde Mustafa Kemal von der Nationalversammlung zum Oberbefehlshaber ernannt. Angesichts nochmaliger griechischer Truppenverstärkungen ordnete Mustafa Kemal einen vorläufigen taktischen Rückzug hinter den Fluss Sakarya an und ließ sich in Vorbereitung des Entscheidungskampfes mit unbegrenzten Vollmachten ausstatten. Mit einem die Griechen überraschenden Konzept flexibler Flächenverteidigung – statt eines starren Stellungskriegs – gelang es ihm in der Schlacht am Sakarya im August 1921, die Griechen unter Generalmajor Nikolaos Trikoupis erneut zurückzuschlagen. Fünf von acht griechischen Divisionen wurden dabei aufgerieben. Mustafa Kemal wurde dafür im September 1921 von der Nationalversammlung zum Marschall (türk.: Mareşal) ernannt und mit dem Ehrentitel Gazi geehrt. Doch erst nach einem weiteren Jahr des Kräftesammelns gelang es Mustafa Kemal mit einem Überraschungsangriff bei Dumlupınar am 26. August 1922, die griechischen Truppen in die Flucht zu schlagen.
Der Vertrag von Sèvres war damit hinfällig und wurde nach Verhandlungen mit der, nun von den Alliierten anerkannten, Regierung in Ankara 1923 durch den Vertrag von Lausanne (türk.: Lozan, Name von Straßen und Plätzen) ersetzt, der – bis auf die Meerengen und das 1939 angeschlossene Gebiet von İskenderun – die Souveränität der Türkei in den heute bestehenden Grenzen herstellte. Beim folgenden Bevölkerungsaustausch zwischen Griechenland und der Türkei mussten eineinhalb Millionen Griechen Kleinasien verlassen, und eine halbe Million Türken aus Griechenland wurden in die Türkei umgesiedelt.

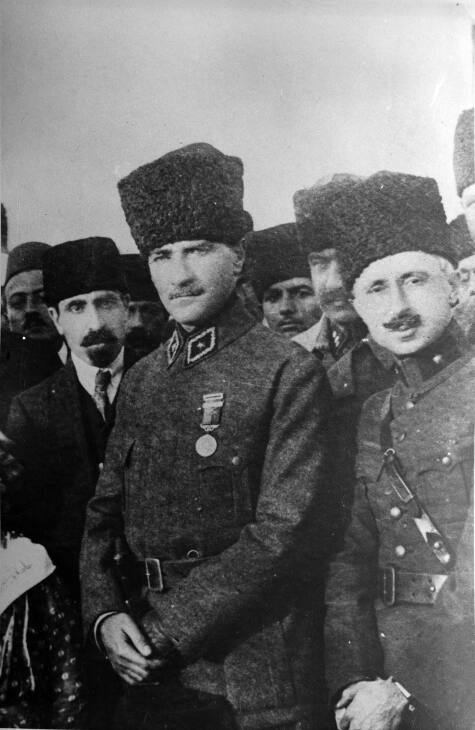
Kemal und Refet während der Waisenkampagne, 1923

Mit seiner auf den eigenen Machterhalt gerichteten nachgiebigen Haltung gegenüber den Alliierten hatte Sultan Mehmed VI. sich selbst und seine Stellung diskreditiert. Die von Mustafa Kemal im November 1922 energisch betriebene Abschaffung des Sultanats stieß deshalb zunächst kaum auf Widerstand. Ein Kalif (Abdülmecit II.) war danach das nominelle Staatsoberhaupt des alten Osmanischen Reiches. Am 29. Oktober 1923 wurde schließlich durch eine große Verfassungsänderung die Republik Türkei gegründet, geleitet von einem Präsidenten als Regierungsspitze und alleinigem Leiter der Exekutive. Dieses Amt war auf Anspruch und Stellung von Mustafa Kemal zugeschnitten. Daneben gab es noch den in Istanbul residierenden Kalifen.
Nicht nur in ihren Anfängen, sondern bis heute ist die Republik Türkei mit Mustafa und seinem Namen engstens verknüpft. Seine politischen Leitlinien, die Prinzipien des Kemalismus, werden offiziell weiterhin hochgehalten. Es sind dies: Republikanismus im Sinne von Volkssouveränität, Nationalismus als Wendung gegen den Vielvölkerstaat des osmanischen Zuschnitts, Populismus als Ausdruck einer auf die Interessen des Volkes, nicht einer Klasse gerichteten Politik, Revolutionismus im Sinne einer stetigen Fortführung von Reformen, Laizismus, d. h. Trennung von Staat und Religion, und Etatismus mit partieller staatlicher Wirtschaftslenkung.
Zur Absicherung der neuen Staatsordnung und zur Durchsetzung des Leitbilds einer laizistischen Republik musste aber nicht nur mit dem Sultanat der Osmanen gebrochen werden, sondern auch mit dem Kalifat. Als Kalifen sahen sich die osmanischen Herrscher als „Vertreter des Propheten Gottes“ und als die religiösen Oberhäupter aller Muslime. Das osmanische Kalifat hatte jedoch mit dem zunehmenden Niedergang des Reiches stark an Einfluss in der islamischen Welt eingebüßt. Um bei der Republik-Gründung nicht die Opposition der Strenggläubigen hervorzurufen, hatte Mustafa Kemal, als er den Sultan ins Exil gezwungen hatte, die Würde des Kalifen zunächst auf dessen Cousin Abdülmecit II. übertragen lassen. 1924 schien ihm dann der Zeitpunkt gekommen, auch diesen Sammelpunkt von Anhängern der alten Ordnung zu beseitigen. Am 3. März 1924 beschloss die Nationalversammlung die Abschaffung des Kalifenamts. Am Tag darauf mussten alle Angehörigen der Familie Osman die Türkei verlassen. In der Folge wurden die Derwischklöster und die religiösen Gerichtshöfe geschlossen, Religionsschulen für Geistliche und Richter aufgelöst, die allgemeine Schulpflicht wurde eingeführt und alle Schulen wurden einem Erziehungsministerium unterstellt.

### Gesellschaftsreformer (1924–1938)

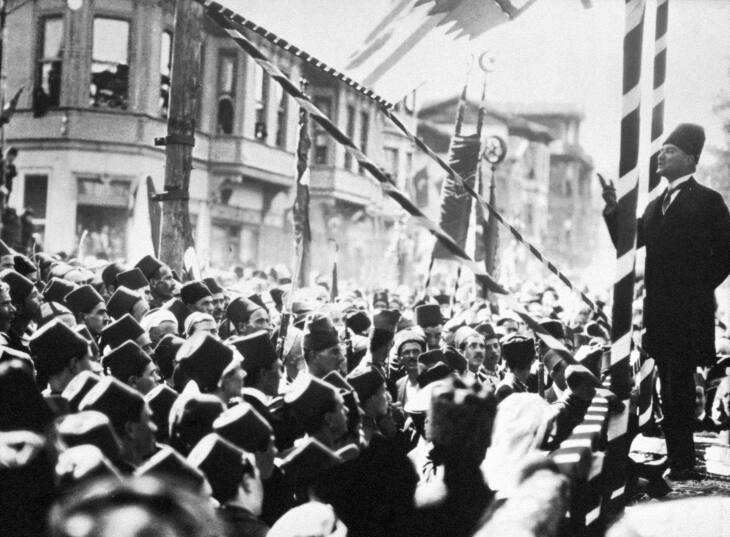
Rede in Bursa, 1924

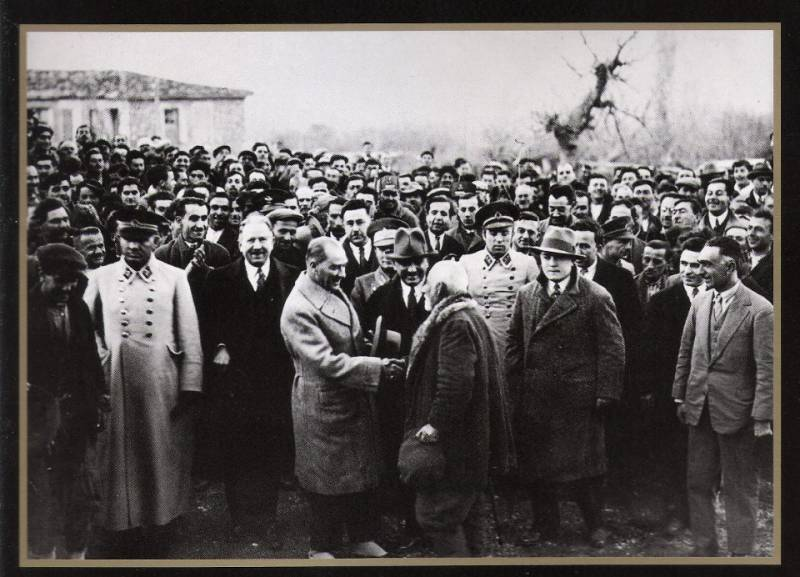
Atatürk spricht mit einem Bürger, 1931

Der Bruch mit den Strukturen und Institutionen des Osmanischen Reiches blieb ein Wagnis, das Widerstand hervorrief. Einige der wichtigen Mitstreiter aus den Anfängen des Befreiungskrieges, darunter Kâzım Karabekir und Ali Fuad, trennten sich von der Volkspartei des Präsidenten und gründeten mit der Erlaubnis Mustafa Kemals im November 1924 die oppositionelle Fortschrittspartei. Diese machte sich u. a. den Respekt vor Gewissensfreiheit und religiösen Gefühlen zum Programm und gewann Unterstützung unter den Anhängern der Scharia. Zur ernsten Herausforderung der jungen Republik und ihres Präsidenten wurde diese Entwicklung, als es im Februar 1925 in Südostanatolien zu einem Aufstand von Kurden kam, deren geistiger Führer Scheich Said die Rückkehr zu Sultanat und Kalifat propagierte. Mit aller Härte und Brutalität wurde der Scheich-Said-Aufstand militärisch niedergeschlagen und dabei das Ziel verfolgt, die kurdische Opposition weitestmöglich auszulöschen. Im Juni erging ein Verbot der Fortschrittspartei; Notstandsgesetze, Pressezensur und Justizapparat wurden gegen Opponenten in Stellung gebracht. Ein 1926 in Izmir aufgedecktes Mordkomplott dreier Verschwörer gegen den Präsidenten wurde von Mustafa Kemal als Gelegenheit genutzt, mit den Häuptern der Opposition als vermeintliche Drahtzieher des geplanten Anschlags im Rahmen eines Schauprozesses vor dem „Unabhängigkeitsgericht“ (İstiklâl mahkemesi) abzurechnen. Die Republik nahm Züge einer Diktatur an.
Seine gebieterische und rastlos vorwärts drängende Natur war dem Leitbild eines modernen republikanischen Staatswesens nach westlichem Orientierungsmuster verpflichtet. Schon in einer Tagebuchaufzeichnung vom 6. Juni 1918 hatte er das Grundmotiv aller späteren Reformschritte formuliert:

„Sollte ich eines Tages großen Einfluß oder Macht besitzen, halte ich es für das Beste, unsere Gesellschaft schlagartig – sofort und in kürzester Zeit – zu verändern. Denn im Gegensatz zu anderen glaube ich nicht, daß sich diese Veränderung erreichen läßt, indem die Ungebildeten nur schrittweise auf ein höheres Niveau geführt werden. Mein Innerstes sträubt sich gegen eine solche Auffassung. Aus welchem Grund sollte ich mich auf den niedrigeren Stand der allgemeinen Bevölkerung zurückbegeben, nachdem ich viele Jahre lang ausgebildet worden bin, Zivilisations- und Sozialgeschichte studiert und in allen Phasen meines Lebens Befriedigung durch Freiheit erfahren habe? Ich werde dafür sorgen, daß sie auch dahin kommen. Nicht ich darf mich ihnen, sondern sie müssen sich mir annähern.“

Dieses Programm verwirklichte er Zug um Zug, nachdem er gesiegt und in der Funktion des Staatspräsidenten die erstrebte Schlüsselposition innehatte. Es war eine Vielzahl tiefer Veränderungen in Tradition und Gewohnheiten, die er seinen Landsleuten binnen weniger Jahre umzusetzen vorgab.

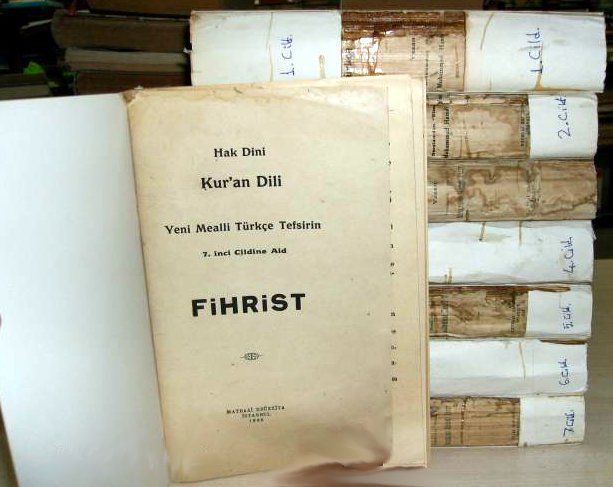
Der Originaldruck des ersten Korans in türkischer Sprache wurde 1935 von Atatürk bestellt

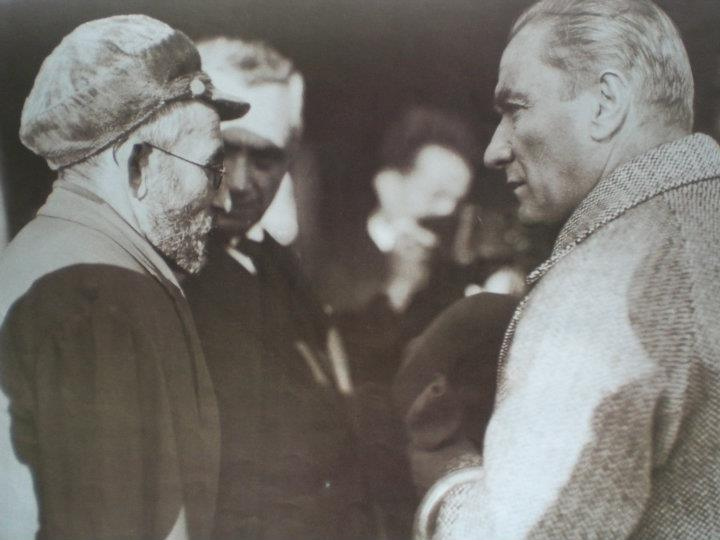
Mustafa Kemal und ein Bauer

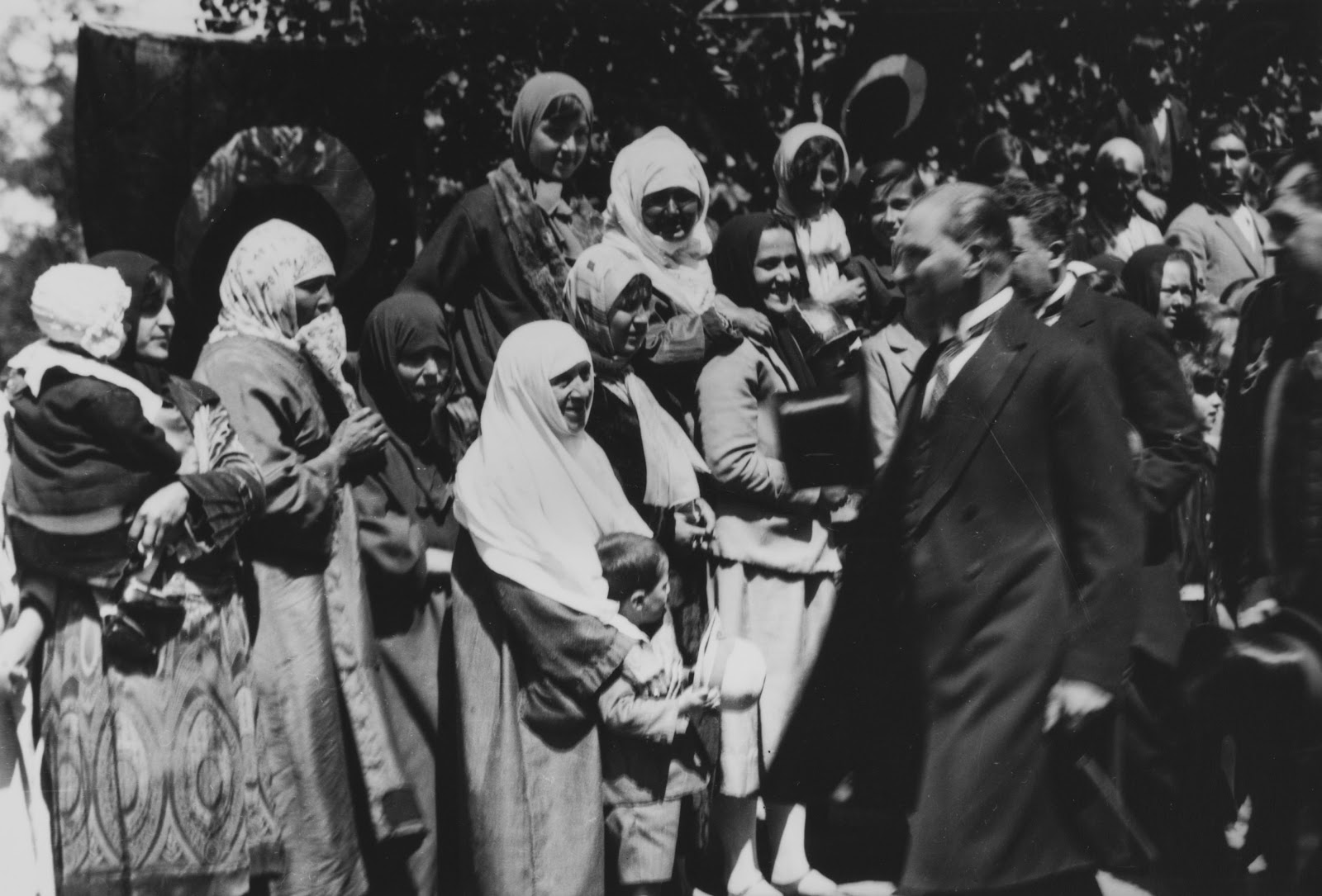
Mustafa Kemal mit Leuten aus dem Volk bei einem Besuch in Arifiye (5. Juni 1928)

Auf die Abschaffung des Kalifats ließ er ein äußeres Zeichen prowestlicher Säkularisierung folgen, indem er den Hut als männliche Kopfbedeckung als Teil der „nationalen Tracht“ propagierte (Hutrevolution) anstelle des für das ganze Osmanische Reich bis dahin vorgeschriebenen Fes (Quastenmütze aus Filz) und den daneben noch verwendeten orientalischen Kopfbedeckungen Turban (Sarık) und Lammfellmütze Kalpak. Wer fernerhin in der Öffentlichkeit mit diesen orientalischen Kopfbedeckungen angetroffen wurde, riskierte eine Geld- oder Gefängnisstrafe. In den gleichen Zeitraum fällt das Verbot der religiösen Bruderschaften und Orden. In Ostanatolien erhob sich gegen diese Entwicklungen teilweise erbitterter Widerstand, der mit Verhängung des Ausnahmezustands, scharfen Polizeimaßnahmen und Verhaftungen beantwortet wurde. Von Unabhängigkeitsgerichten wurden in diesem Zusammenhang 138 Todesurteile ausgesprochen. 1934 erfolgte eine zweite Kleiderreform, welche den Geistlichen das Tragen ihres Gewands nur in ihren Arbeitsbereichen (Moschee, Beerdigung) gestattete.

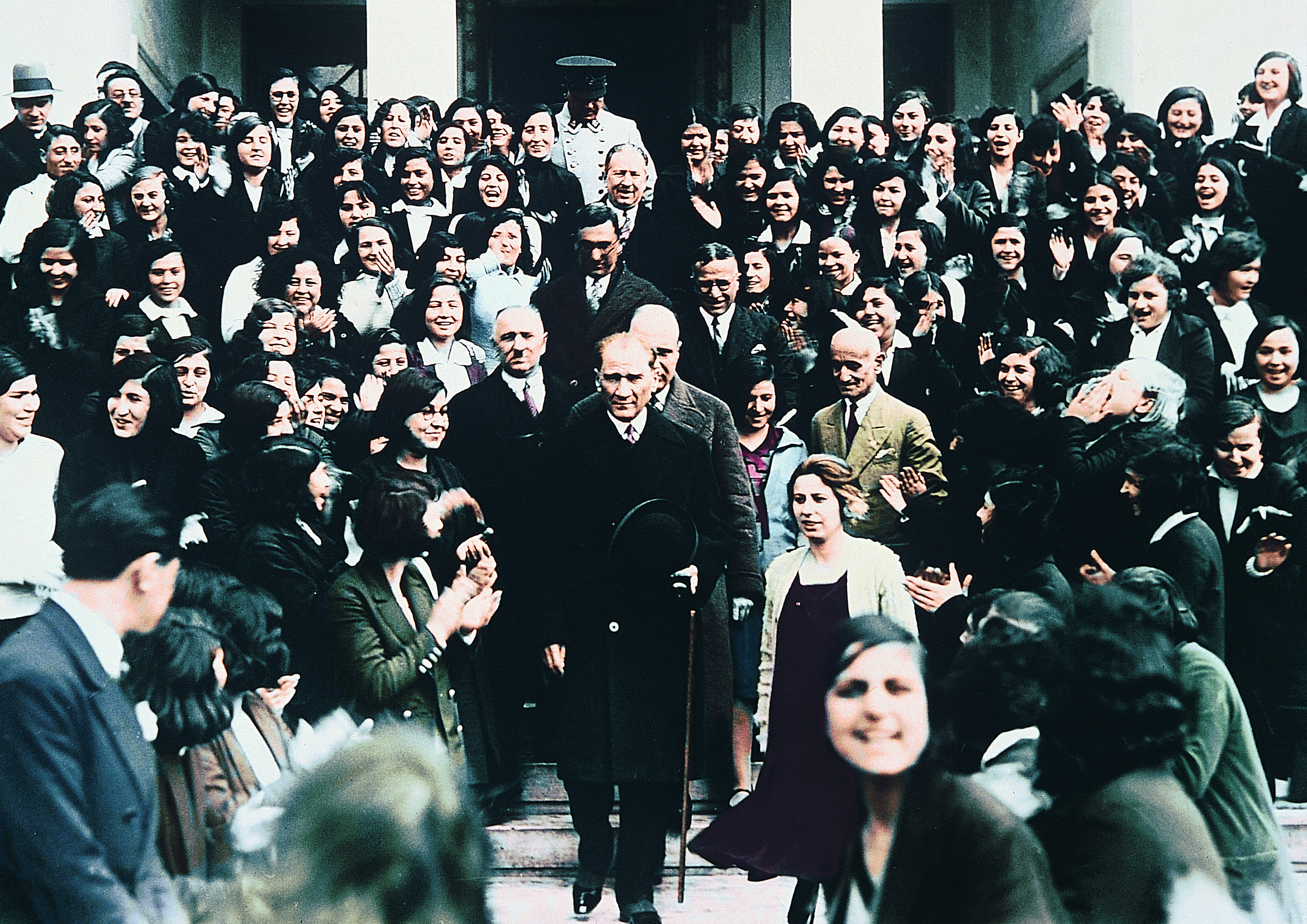
Mustafa Kemal besucht das Gymnasium Izmir. Er war sehr an Bildung interessiert. Nach der Umstrukturierung der Universität Istanbul mit dem Universitätsgesetz vom 31. Mai 1933 führte die türkische Regierung eine gemeinsame Ausbildung beider Geschlechter an den Akademien, Hochschulen und Universitäten ein.

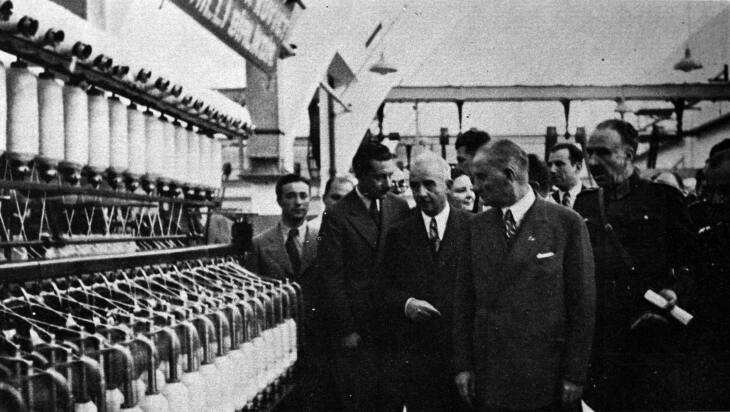
Atatürk unterstützte große staatlich subventionierte Industriekomplexe wie die „Sümerbank“ zunehmend nach der Weltwirtschaftskrise. Er unterstützte den Aufbau der nationalen Landwirtschafts-, Textil-, Maschinen-, Flugzeug- und Automobilindustrie. 1935 entwickelte sich die Türkei zu einer Industriegesellschaft nach dem westeuropäischen Vorbild von Atatürk. Die Lücke zwischen Atatürks Zielen und den Errungenschaften der sozialpolitischen Struktur des Landes wurde jedoch nicht geschlossen.

Eine Umwälzung gesellschaftlicher Strukturen bedeuteten die von Mustafa Kemal eingeleiteten Schritte zur Frauenemanzipation, die in einer Neuordnung des ehelichen Scheidungsrechts, in der rechtlichen Gleichstellung von Mann und Frau, in der Förderung einer höheren Schulbildung und im Universitätszugang auch für Mädchen und Frauen zum Ausdruck kam.
Wie bei seinem Reformwerk nahezu durchgängig, ist Mustafa Kemal auch hier mit eigenem Beispiel vorangegangen. Als der langjährige Junggeselle schließlich heiratete, war es Latife Uşşaki, eine selbstbewusste, von westlichen Einflüssen geprägte Frau, deren emanzipiertes Auftreten ihm imponierte. Die Trauung am 29. Januar 1923 fand ohne religiöse Zeremonie statt und wurde vom Bürgermeister von Izmir vollzogen, wobei Mustafa Kemal die Gelegenheit nutzte, zu verkünden, dass alle Eheschließungen in der Türkei künftig ebenfalls von Vertretern des Staates durchzuführen seien. In der Ehe wie in der Öffentlichkeit konnte Latife eigene Standpunkte vertreten und so zu einer Modernisierung des Frauenbilds in der Türkei beitragen. Dabei zeigte sich allerdings auch, dass Mustafa Kemal mit seinen Staatsgeschäften und nächtlichen Diskussionsrunden zu sehr befasst war, um der jungen Frau ein ihren Wünschen entsprechendes Eheleben zu bieten (Er soll gesagt haben „Vor allem mein Land braucht mich als Familienvater“). Als ihre Kritik nach zweieinhalbjähriger Ehe das für ihn tolerierbare Maß überstieg, betrieb er die am 22. Juli 1925 erfolgte Trennung und am 12. August 1925 bekanntgegebene Scheidung durch ein Talakname. In der Folge gelang es ihm mittels gezielter Förderung von ihm adoptierter Mädchen und junger Frauen im eigenen Einflussbereich, das Ziel der Frauenemanzipation erfolgreich zur Geltung zu bringen. Von grundlegender gesamtgesellschaftlicher Bedeutung war die Einführung des aktiven und passiven Frauenwahlrechts. Seit 1930 konnten Frauen an Kommunalwahlen teilnehmen, seit 1934 auch an den Parlamentswahlen.
Es ist charakteristisch für seine Arbeits- und Vorgehensweise, dass Mustafa Kemal die Reformvorstellungen, die er in groben Zügen bereits früh entwickelt hatte, einem Kreis ausgewählter Berater und Sachkundiger bei spätabendlichen Tischgesellschaften vorstellte, für die er jeweils eine spezielle Liste der Einzuladenden ausgab. Offene Kritik ertrug er schlecht und duldete sie kaum; aber ohne den Rat und die Ideen von Sachkennern gehört zu haben, machte er sich auch nicht an die politische Umsetzung seiner Projekte.
Ende 1925 wurde die islamische Jahreszählung nach der Hedschra durch die christliche Zeitrechnung abgelöst (zu Einzelheiten der Reform des Kalenders und der Jahreszählung siehe: Rumi-Kalender). Zehn Jahre später trat dann der Sonntag als arbeitsfreier Tag an die Stelle des den Muslimen heiligen Freitags. Außerdem wurde das metrische System eingeführt. Die am Koran orientierte Rechtsprechung wurde durch das Schweizer Zivilrecht, welches mit nur unbedeutenden Anpassungen übernommen wurde, abgelöst. Die Rechtsübernahme schloss auch das moderne Erbrecht und Familienrecht des Schweizer Zivilgesetzbuches ein. Daneben wurden das deutsche Handelsrecht und das italienische Strafrecht übernommen.

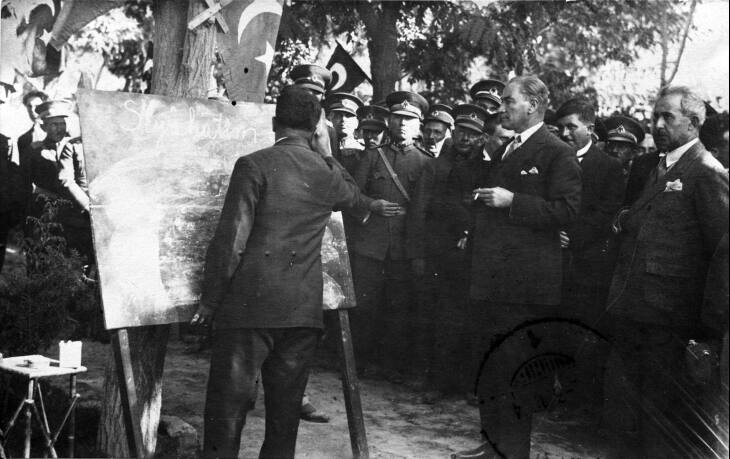
Mustafa Kemal als oberster Lehrer der Türkei

Als Amtssprache wurde die osmanische Hochsprache der bisherigen Eliten, die stark von der höfischen Sprache Persisch und von der heiligen Sprache Arabisch beeinflusst war, in einem von Sprachwissenschaftlern begleiteten Prozess durch die türkische Volkssprache abgelöst. Bis 1928 wurde die osmanische Sprache nach islamischer Tradition in der arabischen Schrift notiert. Mustafa Kemal ließ diese durch das lateinische Alphabet ersetzen, das der vokalreichen türkischen Sprache besser entsprach. Außerdem ließ es sich mit deutlich weniger Zeitaufwand erlernen und verstärkte die durch Mustafa Kemal angestrebte Westorientierung. Auch auf diesem Feld legte er persönlich Hand an, indem er, mit Tafel und Kreide umherreisend, Unterricht erteilte. Den Koran ließ er ins Türkische übertragen und las im Dolmabahçe-Palast als Erster aus der Übersetzung vor. Das Ziel jedoch, dass in den Moscheen statt auf Arabisch nur noch auf Türkisch gebetet werden sollte, erwies sich als unerreichbar und wurde nach seinem Tod nicht weiter verfolgt.
Mustafa Kemal hatte ein distanziertes Verhältnis zum Islam. Während der Dardanellen-Schlacht schrieb er in einer französischsprachigen Korrespondenz mit Madame Corinne, es sei merkwürdig, dass Mohammed, der den Männern viele Huris verspreche, sich überhaupt nicht für die Frauen einsetze. Folglich, während die Männer sich nach dem Tod des Besitzes der Paradiesfrauen erfreuten, fänden sich die Frauen in einem unerträglichen Zustand. Während der Befreiungskriege machte er zur Mobilisierung auch von religiöser Rhetorik Gebrauch. Als junger Staatspräsident ermutigte er 1923 in einer Predigt in der Zaganos-Pascha-Moschee die Bevölkerung, in der „letzten und vollkommensten Religion“, dem Islam, keinerlei Konflikte mit den wissenschaftlichen Errungenschaften des modernen Zeitalters zu sehen, und rief dazu auf, die islamische Predigt in der Moschee für jedermann verständlich auf Türkisch und mit wissenschaftlichen Erkenntnissen im Einklang abzuhalten. Bestehende theologische Einsprüche (z. B. bezüglich der Stellung der Frau und des Kunstverständnisses) sollten durch Theologen neu interpretiert werden. Später als konsolidierter Staatsmann verzichtete er auf religiöse Bezüge oder äußerte sich kritischer.
Im Herbst 1929 äußerte sich Mustafa Kemal im Interview mit Emil Ludwig zum Thema Religion wie folgt:

„Sie wundern sich, dass die Moscheen sich so schnell leeren, obwohl sie niemand schließt? Der Türke war von Hause aus kein Muslim, die Hirten kennen nur die Sonne, Wolken und Sterne; das verstehen die Bauern auf der ganzen Erde gleich, denn die Ernte hängt vom Wetter ab. Der Türke verehrt nichts als die Natur. […] Ich lasse jetzt auch den Koran zum ersten Mal auf Türkisch erscheinen, ferner ein Leben Muhammads übersetzen. Das Volk soll wissen, dass überall ziemlich das Gleiche steht und dass es den Pfaffen nur darauf ankommt zu essen.“

#### „Vater der Türken“

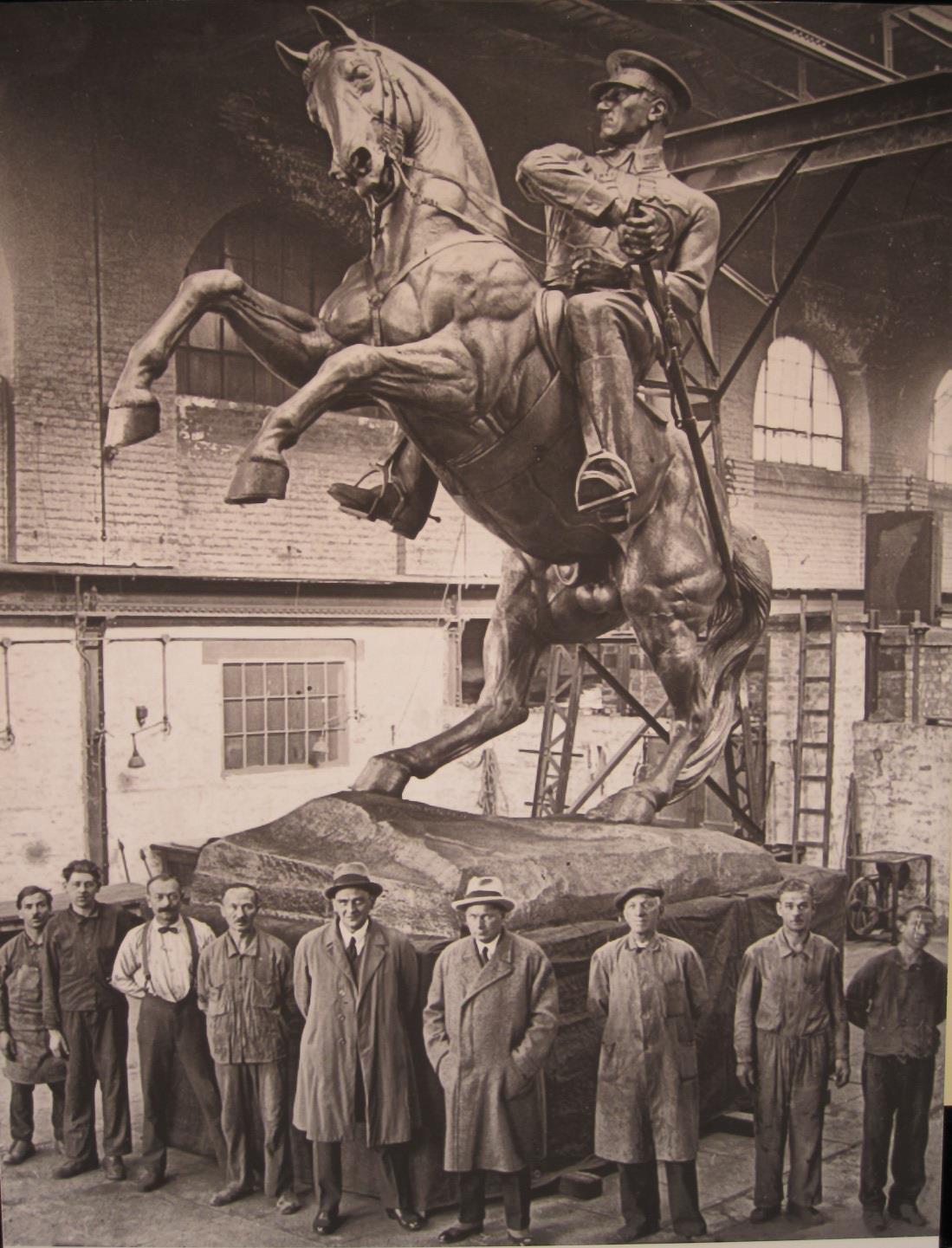
Heinrich Krippel bei der Erstellung der Reiterstatue „Onur Anıtı“ zum Gedenken an die Ankunft Kemal Atatürks in Samsun

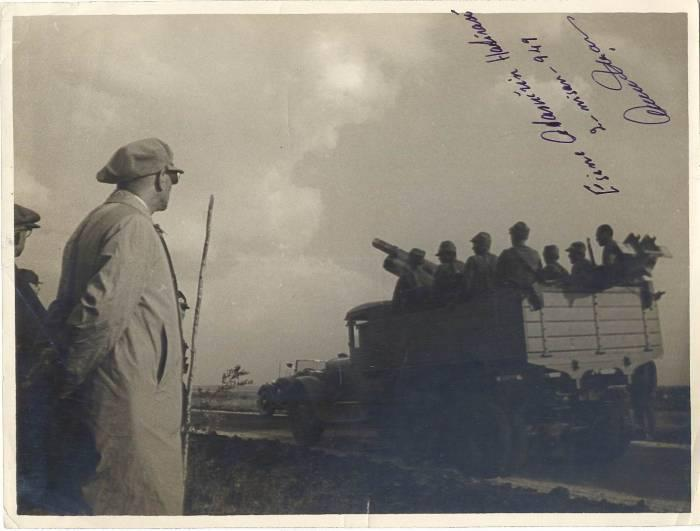
Atatürk beobachtet Soldaten bei der Militärübung (28. Mai 1936)

Am Ende des durchgreifenden Reformprozesses stand eine Änderung des Namensrechts, die zu einer effektiveren Verwaltung des Personenstandwesens führen sollte und wiederum an westliche Muster anknüpfte: Jeder Bürger der Türkei wurde zur Annahme eines Familiennamens verpflichtet. Mustafa Kemal erhielt von der Nationalversammlung mit dem Gesetz Nr. 2587 vom 24. November 1934 den Namenszusatz bzw. Nachnamen Atatürk (Vater der Türken), welcher mit dem Gesetz Nr. 2622 unter gesetzlichen Schutz gestellt wurde. Für einige Vertraute und Weggefährten suchte er selbst die künftigen ehrenden Nachnamen aus. So auch für Ismet Pascha, der wegen seiner Verdienste im Befreiungskrieg gegen die Griechen nach dem Ort seiner beiden großen Schlachtenerfolge den Nachnamen İnönü erhielt. İsmet İnönü hat als Ministerpräsident über viele Jahre Mustafa Kemal Atatürk von der alltäglichen Regierungsroutine entlastet und wurde nach dessen Tod sein Nachfolger als Staatspräsident. Mustafa Kemals Namenswahl und die Ehrenbezeugungen, die er auf sich vereinte (1926 wurde in Istanbul ein erstes Denkmal errichtet, dem ungezählte weitere im ganzen Lande folgten, s. u.), entsprachen den zeittypischen Formen des Personenkults in autoritären Regimen. Dieser hat in der Folge eine bis heute fortwirkende integrierende Wirkung für das türkische Staatswesen entfaltet. Atatürk gelang es, als Freiheitskämpfer (genannt „Held von Çanakkale“), Staatspräsident und „oberster Lehrer der Nation“ mit seiner Person das Vakuum zu füllen, das mit der Abschaffung von Sultanat und Kalifat sowie mit der Abkehr von herkömmlichem Brauchtum zum Zwecke der Modernisierung einherging. So hat er es zweifellos auch als seine Aufgabe angesehen, seinem nach der Kriegsniederlage in gänzlich neuem staatlichen Rahmen zu organisierenden Volk ein Selbstbewusstsein und eine Identität zu vermitteln, ohne die es womöglich keinen stabilen neuen Staatsverband hätte bilden können. Er ist dabei sehr weit gegangen. Nicht nur, indem er, in glorifizierender Absicht, die Wurzeln des Türkentums in Mittelasien bis auf Attila und Dschingis Khan zurückführte, sondern vor allem, indem er über die Türkische Geschichtsthese und die Sonnensprachtheorie die Lehrmeinung verbreiten ließ, die Türken seien das älteste Volk der Welt, von dem alle anderen Völker direkt oder indirekt abstammten.
Demokratie, Einhaltung der Menschenrechte und das Primat des Rechts waren nicht immer vollständig gewährleistet. Ethnische Minderheiten wie Kurden und Armenier wurden in ihrem sprachlichen und kulturellen Eigenleben unterdrückt und im Widerstandsfall mit militärischen Mitteln bekämpft. Während des Ersten Weltkrieges vor dem Völkermord geflohenen Armeniern wurde allerdings das Recht auf Rückkehr eingeräumt, was während der Präsidentschaft Atatürks auch genutzt wurde. Die Rechte der in der Türkei verbliebenen religiösen Minderheiten (der orthodoxen Christen und der Juden) auf kirchliche Selbstverwaltung wurden unter Atatürk ausdrücklich garantiert. Hingegen wurden Kommunisten in der Türkei politisch verfolgt. 1930 wurde als ein erneuter Vorstoß Atatürks zur Etablierung einer gemäßigten Oppositionspartei die Gründung der Freien Republikanischen Partei genehmigt, welche nach Streitigkeiten wieder aufgelöst wurde.

#### Außenpolitisches Wirken

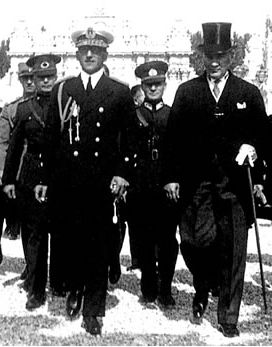
Der jugoslawische König Alexander I. und Mustafa Kemal mit Zylinderhut, 1933

Atatürks Nationalismus vermied außenpolitische Abenteuer, da er auf die Schaffung einer säkularen türkischen Nation aus der Bevölkerung der Türkei gerichtet war, die die Grundlage ihrer Identität im Islam sah. Eine pantürkisch motivierte imperialistische Expansion lehnte er ab:

„Heute sind alle Nationen der Erde fast Verwandte geworden oder bemühen sich, es noch zu werden. Infolgedessen muss der Mensch nicht nur an die Existenz und das Glück derjenigen Nation denken, der er angehört, sondern auch an das Vorhandensein und Wohlbefinden aller Nationen der Welt … Wir wissen nicht, ob uns nicht ein Ereignis, das wir weit entfernt glauben, eines Tages erreicht. Aus diesem Grund muss man die gesamte Menschheit als einen Körper und eine Nation als sein Glied betrachten.“

1932 trat die Türkei dem Völkerbund bei. 1936 wurde ihr durch das Abkommen von Montreux die im Vertrag von Lausanne noch vorenthaltene Souveränität über die Meerengen Bosporus und Dardanellen sowie die diesbezügliche Kontrolle der Schifffahrt zugestanden. Zu Griechenland konnte schon von 1930 an ein gutnachbarliches Verhältnis hergestellt werden, und beim Balkanpakt 1934 in Athen war es vor allem Atatürks multilateralen Ausgleichsbemühungen zuzuschreiben, dass ein die Türkei, Griechenland, Jugoslawien und Rumänien zusammenführendes Vertragswerk geschlossen werden konnte. Im selben Jahr schlug der griechische Premierminister Venizelos – wenn auch erfolglos – Mustafa Kemal Atatürk für den Friedensnobelpreis vor.
Zu den faschistischen Diktatoren Mussolini und Hitler hielt Atatürk unmissverständlich Abstand und hieß eine Vielzahl zu Beginn der NS-Herrschaft ins türkische Exil flüchtender europäischer Wissenschaftler, Künstler und Architekten in der Türkei willkommen, die eine Mitwirkung der Exilanten bei der Modernisierung des Landes und beim Aufbau des türkischen Hochschulwesens gut gebrauchen konnte. Für manche von ihnen, vor allem deutsche und französische Wissenschaftler, wurden, im Rahmen der von Atatürk initiierten Universitäts-Reform, die Universitäten von Ankara und Istanbul zu neuen Wirkungsstätten. Unter denen, die in der Türkei eine Zuflucht fanden, etwa am Numune-Krankenhaus, waren der Zahnmediziner Kantorowicz, in verschiedenen Ministerien der spätere Regierende Bürgermeister von Berlin Ernst Reuter, die Architekten Clemens Holzmeister, der den Regierungsbezirk in Ankara entwarf, und Bruno Taut, der 1938 den Katafalk zur Trauerfeier für den verstorbenen Atatürk entwerfen sollte, sowie der Bergbauingenieur Hermann Eugen Müller von 1935 bis 1942 als oberster Berater der türkischen Regierung für Bergbauangelegenheiten. Müller, bis 1933 Erster Generaldirektor der Aktiengesellschaft Sächsische Werke, erkundete im Landesinneren umfangreiche Braunkohlevorkommen.
Ambivalent war das Verhältnis Atatürks zur benachbarten Großmacht Sowjetunion. Beide Staaten unterstützten sich gegenseitig in dem Bemühen, die internationale Isolierung durch die Siegermächte zu überwinden. Auch die von sowjetischer Seite dem jungen türkischen Staat in begrenztem Umfang gewährten Aufbauhilfen hat Mustafa Kemal gern entgegengenommen. Von der kommunistischen Ideologie und dem sowjetischen Gesellschaftsmodell jedoch distanzierte er sich deutlich.
Bereits beim Festakt zum zehnjährigen Jubiläum der Republik Türkei im Oktober 1933 sah Mustafa Kemal einen möglichen neuen Krieg in Europa voraus und legte sein Land für diesen Fall auf einen Kurs der Neutralität fest. Dem US-amerikanischen General Douglas MacArthur, der zur Manöverbeobachtung Anfang der 1930er Jahre die Türkei aufsuchte, gab er folgende Prophezeiung, die allerdings erst 1951 veröffentlicht wurde, mit auf den Weg:

„Meiner Meinung nach wird das Schicksal Europas wie gestern auch morgen von der Haltung Deutschlands abhängig sein. Diese außergewöhnlich dynamische und disziplinierte Nation von 70 Millionen wird, sobald sie sich einer politischen Strömung hingibt, die ihre nationalen Begierden aufpeitscht, früher oder später den Vertrag von Versailles zu beseitigen suchen. Deutschland wird in kürzester Zeit eine Armee aufstellen können, die imstande sein wird, ganz Europa, mit Ausnahme von England und Russland, zu besetzen … der Krieg wird in den Jahren 1940/45 ausbrechen … Frankreich hat keine Möglichkeit mehr, eine starke Armee aufzustellen. England kann sich bei der Verteidigung seiner Insel nicht mehr auf Frankreich verlassen. Amerika wird in diesem Krieg genau wie im Ersten Weltkrieg nicht neutral bleiben können. Und Deutschland wird wegen des amerikanischen Kriegseintritts diesen Krieg verlieren…“

### Tod und Nachfolge

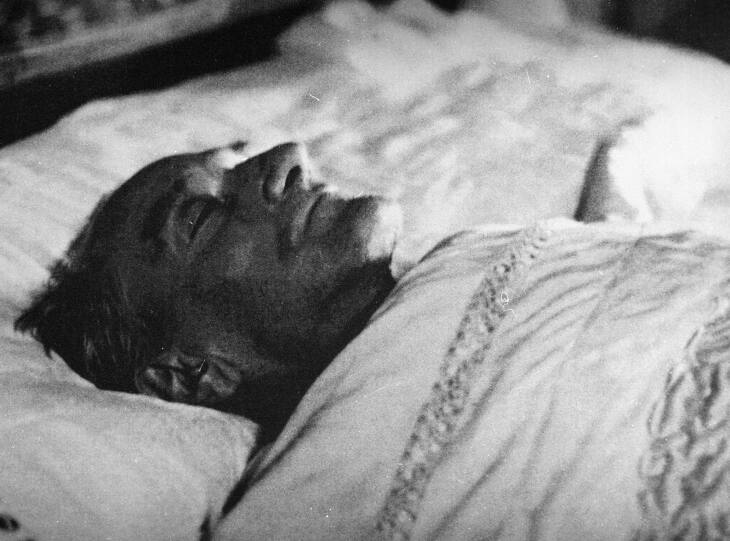
Atatürks Leichnam auf dem Sterbebett im Dolmabahçe-Palast

Mustafa Kemal Atatürk starb am 10. November 1938 um 9:05 Uhr im Alter von 57 Jahren in Istanbul an den Folgen einer Leberzirrhose. Entsprechend der Verfassung des türkischen Staates wurde nach seinem Tod der Präsident der Großen Nationalversammlung Mustafa Abdülhalik Renda übergangsweise Staatspräsident, bis am darauffolgenden Tag İsmet İnönü vom Parlament zum neuen Staatspräsidenten gewählt wurde.
Er hinterließ ein Land, das einerseits von seinem autoritären Führungsstil und von seiner mitunter demonstrativen Härte bei der Ausschaltung politischer Gegner geprägt war, das sich andererseits aber westlicher Lebensart und aufklärerischem politischen Denken weit geöffnet hatte.

## Würdigung, Kritik und Nachwirken
Mustafa Kemal Atatürk wird als der „Gründer der modernen Türkei“ angesehen.

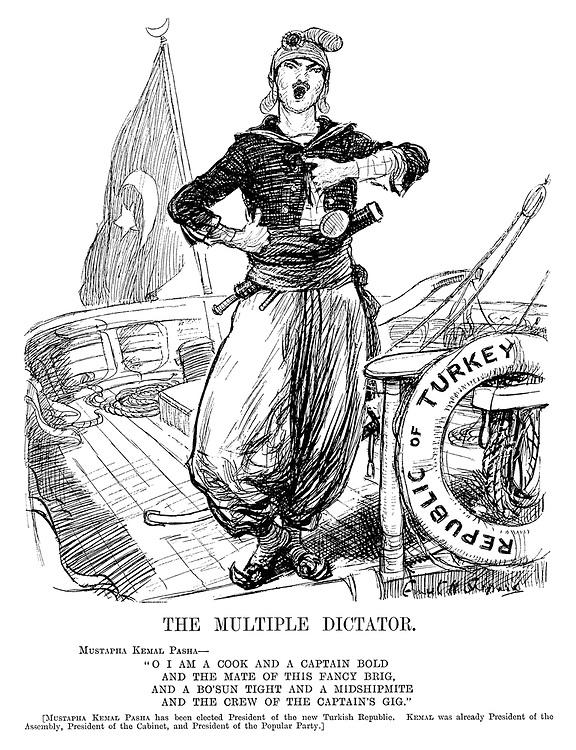
Britische Karikatur von 1923 über Atatürks Herrschaft in der Türkei. Titel: „Der Mehrfachdiktator“

Nicht nur in der Türkei, wo noch heute jede herabsetzende Äußerung über den Staatsgründer unter Strafe steht, wurde und wird Mustafa Kemal Atatürk für seine Lebensleistung Respekt gezollt und ein ehrendes Andenken bewahrt.
Die Spanne seiner Bewunderer reicht u. a. vom britischen Premierminister Winston Churchill, dem Gegner im Ersten Weltkrieg, über den „NS-Führer“ und Diktator Adolf Hitler, der auch ein Bündnis mit der Türkei anstrebte, bis zu den US-amerikanischen Präsidenten Franklin D. Roosevelt und John F. Kennedy, der Kemal Atatürk 1963 anlässlich dessen 25. Todestags in einer Ansprache würdigte. 1981 wurde von den Vereinten Nationen und der UNESCO weltweit zum 100. Geburtstag das Atatürk-Jahr ausgerufen.
Als ein Vorbild, das zur Nachahmung anspornte, wurde Atatürk vor allem in Staaten der so genannten Dritten Welt verehrt, die in ihm den Vorkämpfer der Unabhängigkeit von den Kolonialmächten sahen, wie z. B. Mustafa Kemals iranischer Zeitgenosse Reza Schah Pahlavi, Indiens nachmaliger Ministerpräsident Jawaharlal Nehru, der tunesische Staatspräsident Habib Bourguiba oder der ägyptische Staatspräsident Anwar as-Sadat. So schrieben der pakistanische Dichter und Philosoph Muhammad Iqbal und der bengalische Nationaldichter Kazi Nazrul Islam Gedichte zu seinen Ehren.
Als führender Kopf der Nationalbewegung 1919–1923 wurde er von den Alliierten und dem landesweit bekannten Istanbuler Journalisten Ali Kemal als „Räuberhäuptling“ bezeichnet, Lord Balfour nannte ihn in diesem Zusammenhang den „schrecklichsten aller schrecklichen Türken“ (most terrible of all the terrible Turks). Nach dem Unabhängigkeitskrieg trennten sich im entbrannten Machtkampf um die Zukunft des Landes die Wege ehemaliger Mitstreiter, die wie der General Kâzım Karabekir und die Intellektuelle Halide Edib Adıvar zu aus der Macht gedrängten Oppositionellen seines radikalen Reformprogrammes und autoritären Führungsanspruchs wurden. Teile der Geistlichkeit, besonders die der entmachteten Tekkes, unter anderem Said Nursî, verglichen ihn mit dem Deccal. Es gab zahlreiche Attentatsversuche.
Das Heer, aus dessen Reihen Mustafa Kemal aufgestiegen war und das er seit den Befreiungskriegen auf sich verpflichtet hatte, blieb, insbesondere gegenüber islamistischen Tendenzen, nicht nur in den Wechselfällen der politischen Entwicklung nach dem Tode Atatürks, sondern während des gesamten 20. Jahrhunderts die autoritäre Garantiemacht des Kemalismus. Diese bis in die jüngste Vergangenheit bestehende Sonderstellung der Armee in der Republik Türkei gehört zu dem von Atatürk hinterlassenen politischen Erbe, auch wenn unterdessen längst ein pluralistisches Parteiensystem existiert und Regierungswechsel nach Wahlen häufig stattgefunden haben.

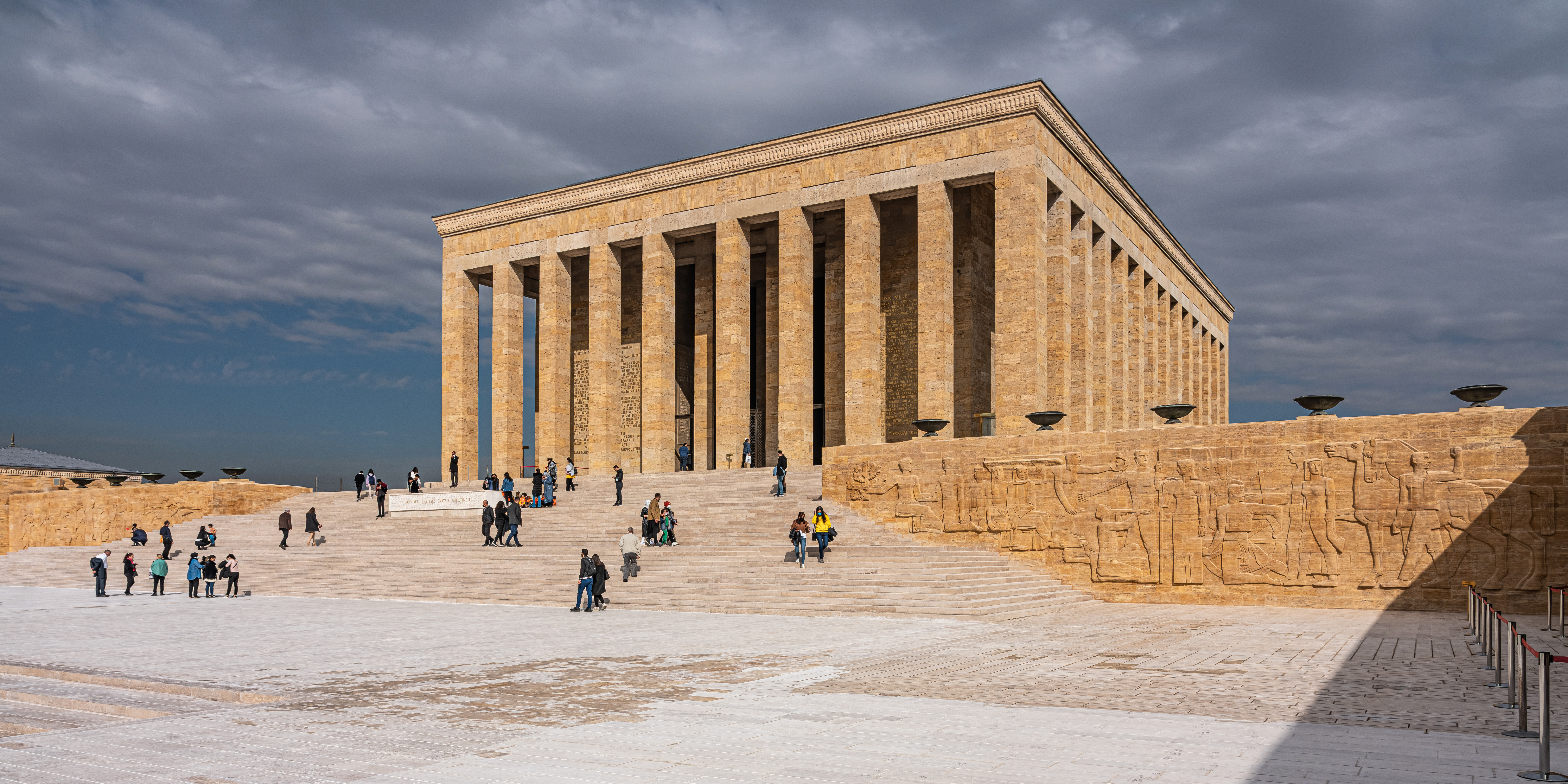
Anıtkabir, Atatürks Mausoleum

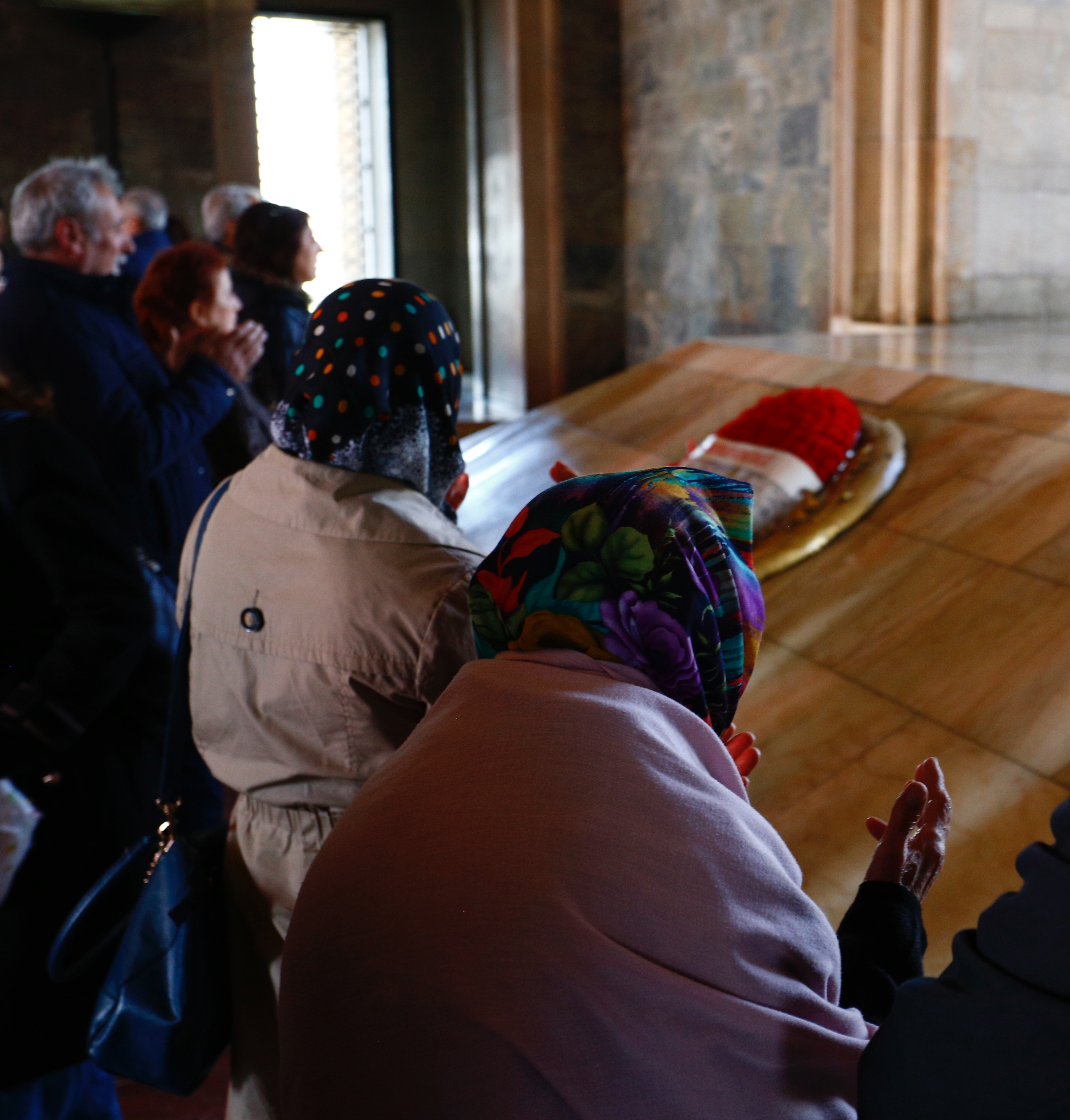
Besucher des Anıtkabir

Im Dolmabahçe-Palast in Istanbul, wo Mustafa Kemal am 10. November 1938 um 9:05 Uhr starb, wurden alle Uhren angehalten und auf seine Todeszeit eingestellt. Dies wurde jahrzehntelang beibehalten, die Uhr in seinem Sterbezimmer zeigt diese Zeit noch heute. Sein Leichnam wurde nach Ankara gebracht, zunächst im dortigen Ethnographischen Museum aufgebahrt und 1953 in dem eigens dafür geschaffenen Mausoleum Anıtkabir zur letzten Ruhe gebettet. Noch heute erweisen ihm junge Brautpaare dort ihre Reverenz. Zum Todestag Mustafa Kemals wird in der Türkei um 9:05 Uhr eine Trauerminute eingelegt, zu der landesweit Sirenen erklingen. Sein Bild findet sich auf sämtlichen Münzen und Geldscheinen der türkischen Währung.
In vielen türkischen Städten stehen mehrere Atatürk-Statuen auf öffentlichen Plätzen und Parks. Daneben befinden sich in fast allen öffentlichen Gebäuden Büsten von Atatürk, und viele Straßen und Einrichtungen, wie beispielsweise der Atatürk-Staudamm, der Atatürk-Flughafen und das Atatürk-Olympiastadion tragen seinen Namen.

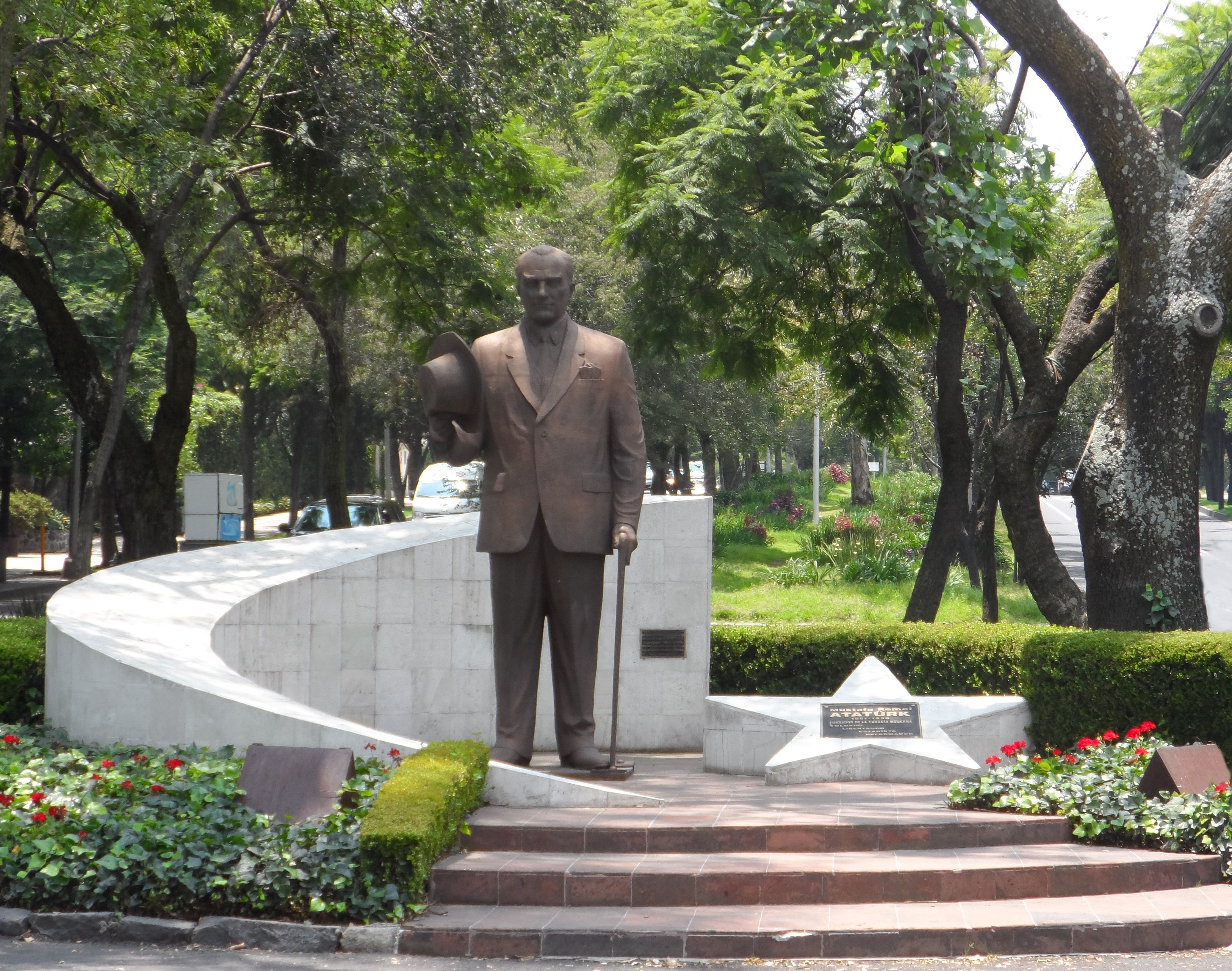
Atatürk-Denkmal auf dem Paseo de la Reforma in Mexiko-Stadt

Wichtige Gedenkstätten und Denkmäler:
- Das Geburtshaus Atatürks in Thessaloniki ist heute ein Museum. In der Türkei wurden zwei originalgetreue Nachbauten des Hauses als Denkmäler errichtet: in Istanbul (Ortsteil Avcılar/Ambarlı) sowie in Ankara im Atatürk Orman Çiftliği. Andere Wohnorte Atatürks wie sein Apartment in Istanbul, Yalova-Haus, die Villa Kostaki oder die Florya-Seevilla sind ebenfalls Museen. Im Dolmabahçe-Palast in Istanbul sind Atatürks Arbeits- und Sterbezimmer Teil des Museums.
- Das erste Denkmal Atatürks vom österreichischen Bildhauer Heinrich Krippel in Sarayburnu in Istanbul wurde am 6. November 1926 eingeweiht. Ein weiteres Porträt Krippels wurde am 29. November 1926 in Konya enthüllt. Es folgte das Siegesdenkmal (1927) auf dem Ulus-Platz in Ankara in berittener Pose neben dem damaligen Parlament.
- Der Taksim-Platz wurde als neues Zentrum der modernen Stadt Istanbul um das Republik-Denkmal des italienischen Bildhauers Pietro Canonica aus dem Jahre 1928 konzipiert. Canonica erschuf ebenfalls ein Jahr zuvor die Statue Atatürks in Uniform auf dem Sieges-Platz in Ankara.
- Im Güvenpark in Ankara steht das Denkmal des Vertrauens. Es wurde 1935 nach den Entwürfen der österreichischen Bildhauer Clemens Holzmeister, Anton Hanak und Josef Thorak errichtet und trägt als Inschrift ein Zitat von Atatürk: „Türke, rühme dich, arbeite und vertraue.“ (Türk, öğün, çalış, güven.). Es ist dem Geheimdienst und der Militärpolizei gewidmet.
- Im Ausland gibt es zahlreiche Gedenkstätten, so das Denkmal auf der ANZAC Parade in der australischen Hauptstadt Canberra (1985) und die Atatürk-Gedenkstätte in Wellington, Neuseeland, nach ihm benannte Straßen in Indien (Neu-Delhi), Bangladesch (Dhaka) und Pakistan (Islamabad, Larkana), Dominikanische Republik (Santo Domingo) sowie den Atatürk-Wald in Israel.

1922 wurden einige Städte nach Atatürk benannt:
- Kemaliye (ehemals Eğin) in Erzincan,
- Mustafapaşa (ehemals Sinasos) in Nevşehir,
- Kemalpaşa (ehemals Nif) in İzmir und
- Mustafakemalpaşa (ehemals Kirmasti) in Bursa.

## Sonstiges
Mustafa Kemal wird in einigen Lexika als Freimaurer geführt (Loge: Macedonia Risorta et Veritas No. 80, Thessaloniki). Nach Ansicht des Historikers und Atatürk-Biographen Andrew Mango ist seine Mitgliedschaft zwar nicht völlig erwiesen, aber zumindest doch sehr wahrscheinlich. In seinem Buch Grey Wolf: Mustafa Kemal stellt H. C. Armstrong fest, dass Mustafa Kemal als Bruder der Vedata-Loge eingeweiht wurde, sich aber in einer Atmosphäre wiederfand, die ihm nicht gefiel. Er machte sich über die Rituale der Freimaurer lustig.

## Filme
- Im 1932 gedrehten Film Bir Millet Uyanıyor (Eine Nation erwacht) von Muhsin Ertuğrul, einem der bedeutenden Filme des türkischen Kinos über den Türkischen Befreiungskrieg, spielte er eine Nebenrolle. Im Film wirkte auch General Kâzım Özalp mit.[55]
- Im 2012 produzierten Spielfilm Çanakkale 1915 wird Mustafa Kemal von İlker Kızmaz interpretiert.
- Das für arte produzierte Doku-Drama Atatürk: Visionär – Revolutionär – Reformer von 2018 (Regie: Monika Czernin) erzählt den Lebensweg Atatürks von der Geburt bis zum Tod.
- Die 2020 erschienene Mini-Serie des TRT Ya İstiklal Ya Ölüm schildert in sechs Folgen die Ereignisse zwischen der Auflösung des letzten osmanischen Parlaments am 16. März 1920 in Istanbul und der Eröffnung der neuen Nationalversammlung am 23. April 1920 in Ankara.[56]
- Atatürk 1881 – 1919 Teil 1: am 29. Oktober 2023 erschienener Film, Regie: Mehmet Ada Öztekin[57]
- Atatürk 1881–1919 Teil 2: am 5. Januar 2024 erschienener Film, Regie: Mehmet Ada Öztekin[57]

## Schriften
- Nutuk („Rede“ – programmatische Marathonrede Atatürks auf dem zweiten Parteitag der CHP). Auf Deutsch erschienen in zwei Bänden:
  - Mustafa Gasi Kemal Pascha: Der Weg zur Freiheit, 1919–1920. Aus dem Französischen übersetzt von Paul Roth. Mit einer Einführung und Anmerkungen von Kurt Koehler, K. F. Koehler Verlag, Leipzig 1928.
  - Mustafa Gasi Kemal Pascha: Die nationale Revolution, 1920–1927. Aus dem Französischen übersetzt von Paul Roth. Mit Anmerkungen von Kurt Koehler, K. F. Koehler Verlag, Leipzig 1928.
- Takımın Muharebe Tâlimi (Übersetzung aus dem Deutschen – 1908)
- Cumalı Ordugâhı – Süvari: Bölük, Alay, Liva Tâlim ve Manevraları (1909)
- Ta’biye ve Tatbîkat Seyahati (1911)
- Bölüğün Muharebe Tâlimi (Übersetzung aus dem Deutschen – 1912)
- Ta’biye Mes’elesinin Halli ve Emirlerin Sûret-i Tahrîrine Dâir Nasâyih (1916)
- Zâbit ve Kumandan ile Hasb-ı Hâl (1918)
- Vatandaş için Medeni Bilgiler (zusammen mit seiner Adoptivtochter Afet İnan – 1930)
- Geometri (Mathematikbuch – 1937)
- Türk Gençliğine Hitabe (1927)
- Onuncu Yıl Nutku (1933)
- Bursa Nutku (1933)
- Balıkesir Hutbesi (1923)